# Giải vô địch bóng đá thế giới

Chiếc cúp FIFA World Cup.

Giải vô địch bóng đá thế giới, hay còn gọi là Cúp bóng đá thế giới, tên chính thức là FIFA World Cup, thường được gọi đơn giản là World Cup, là giải đấu bóng đá do Liên đoàn Bóng đá Quốc tế (FIFA) tổ chức với chu kỳ 4 năm 1 lần cho cả các đội tuyển bóng đá nam quốc gia của những nước thành viên FIFA. Giải lần đầu tiên được tổ chức vào năm 1930, và bị gián đoạn 2 lần vào các năm 1942 và 1946 do Chiến tranh thế giới thứ hai.
Giải đấu bắt đầu với giai đoạn vòng loại, diễn ra trong 3 năm trước đó để xác định đội nào giành quyền tham dự vòng chung kết. Ở vòng chung kết, 32 đội cạnh tranh chức vô địch tại các địa điểm trong (các) quốc gia chủ nhà trong thời gian khoảng 1 tháng. (Các) quốc gia chủ nhà tự động lọt vào vòng bảng của giải đấu. Giải đấu dự kiến mở rộng lên 48 đội bắt đâu từ giải đấu năm 2026.
World Cup là sự kiện thể thao thu hút sự quan tâm đông đảo nhất trên toàn thế giới. Lượng người xem World Cup 2018 ước tính đạt 3,57 tỷ người, gần một nửa dân số toàn cầu, trong khi lượng người xem World Cup 2022 ước tính đạt 5 tỷ người, khoảng 1,5 tỷ lượng xem trên các khu vực có bản quyền và truyền hình trận chung kết giữa Argentina và Pháp.
Qua 22 lần (tính đến năm 2022) tổ chức, tính đến nay mới chỉ có 8 đội tuyển quốc gia vô địch giải đấu này. Brazil là đội tuyển duy nhất tham dự đủ 22 vòng chung kết và cũng là đội tuyển thành công nhất với 5 lần vô địch. Tiếp đó là Đức và Ý với 4 lần giành ngôi cao nhất. Argentina 3 lần nâng cúp, Pháp và Uruguay cùng có 2 danh hiệu. Anh và Tây Ban Nha mỗi đội đều có 1 lần vô địch.
17 quốc gia đã đăng cai ít nhất 1 kỳ World Cup. Brazil, Pháp, Ý, Đức và Mexico đã từng tổ chức 2 lần, trong khi Uruguay, Thụy Sĩ, Thụy Điển, Chile, Anh, Argentina, Tây Ban Nha, Hoa Kỳ, Nhật Bản và Hàn Quốc (đồng chủ nhà), Nam Phi, Nga và Qatar từng tổ chức 1 lần. World Cup 2026 sẽ được đồng tổ chức bởi Canada, Hoa Kỳ và Mexico, với Mexico trở thành quốc gia đầu tiên trên thế giới đăng cai 3 kỳ World Cup, Hoa Kỳ lần thứ 2 đăng cai và là lần đầu tiên Canada tổ chức sự kiện này.

## Tên gọi
Tên gọi chính thức của FIFA World Cup đã có vài lần thay đổi. Thoạt đầu nó được gọi là "World Cup" (Cúp thế giới, Coupe du monde) sau đó là "Cúp Jules Rimet" (tên của cựu chủ tịch FIFA, người đề xướng giải đấu này), rồi đến "Giải vô địch bóng đá thế giới - Cúp Jules Rimet" và sau cùng là "FIFA World Cup". Tại Việt Nam, "World Cup" được gọi phổ biến hơn hẳn so với "Giải vô địch bóng đá thế giới".

## Lịch sử

### Các giải đấu quốc tế trước đây
Trận đấu bóng đá quốc tế đầu tiên trên thế giới là trận đấu diễn ra tại Glasgow năm 1872 giữa 2 tiểu quốc là Scotland và Anh (nay thuộc Liên hiệp Vương quốc Anh và Bắc Ireland), kết thúc với tỷ số hòa 0-0. Giải đấu quốc tế đầu tiên, Giải vô địch Anh quốc khai mạc, diễn ra vào năm 1884. Khi bóng đá ngày càng phổ biến ở các nơi khác trên thế giới vào đầu thế kỷ XX, nó được tổ chức như một môn thể thao không có huy chương dành cho các vận động viên thể thao không chuyên nghiệp tại Thế vận hội Mùa hè 1900 và 1904 (tuy nhiên, IOC đã nâng cấp vị thế của chúng thành các sự kiện chính thức) và tại Thế vận hội Mùa hè 1906 (Olympic 1896 vẫn gây tranh cãi về việc liệu có từng diễn ra môn bóng đá giữa 2 đội của Hy Lạp và Thổ Nhĩ Kỳ ngày nay tại châu Âu hay không). Liên hiệp Vương quốc Anh và Bắc Ireland là nhà vô địch Olympic đầu tiên vào năm 1900.
Sau khi FIFA được thành lập vào năm 1904, tổ chức này đã cố gắng sắp xếp một giải đấu bóng đá chuyên nghiệp quốc tế giữa các quốc gia bên ngoài khuôn khổ Olympic vào năm 1906. Đây là những ngày đầu tiên của bóng đá quốc tế, và FIFA đã thất bại trong việc tổ chức một giải đấu như thế.
Tại Thế vận hội Mùa hè 1908 ở London, bóng đá đã trở thành một cuộc thi chính thức. Được lên kế hoạch bởi Hiệp hội bóng đá Anh (FA), cơ quan quản lý bóng đá của Anh, sự kiện này chỉ dành cho các cầu thủ nghiệp dư và bị nghi ngờ là một giải trình diễn chứ không phải là một cuộc thi đấu. Vương quốc Anh (đại diện bởi đội bóng đá nghiệp dư quốc gia Anh) đã giành huy chương vàng. Họ lặp lại thành tích này tại Thế vận hội Mùa hè 1912 ở Stockholm.
Với sự kiện Olympic tiếp tục được thi đấu giữa các đội nghiệp dư, Sir Thomas Lipton đã tổ chức giải đấu Sir Thomas Lipton Trophy ở Turin vào năm 1909. Giải đấu Lipton là giải vô địch giữa các câu lạc bộ cá nhân (không phải các đội tuyển quốc gia) từ các quốc gia khác nhau, mỗi đội đại diện cho cả một quốc gia). Cuộc thi đôi khi được mô tả là Giải vô địch bóng đá thế giới đầu tiên và với sự góp mặt của các câu lạc bộ chuyên nghiệp uy tín nhất từ Ý, Đức và Thụy Sĩ, nhưng Hiệp hội bóng đá Anh đã từ chối cuộc thi và từ chối lời đề nghị gửi một đội chuyên nghiệp. Lipton đã mời West Auckland, một đội bóng nghiệp dư từ County Durham, đại diện thay thế cho nước Anh. West Auckland đã vô địch giải đấu và trở lại vào năm 1911 để bảo vệ thành công danh hiệu của họ.
Năm 1914, FIFA đã công nhận Olympic là "giải vô địch bóng đá thế giới dành cho người nghiệp dư" và chịu trách nhiệm quản lý sự kiện này. Điều này đã mở đường cho cuộc thi bóng đá liên lục địa đầu tiên trên thế giới, tại Thế vận hội Mùa hè 1920, với các trận đấu gồm Ai Cập và 13 đội châu Âu và chiến thắng cuối cùng thuộc về Bỉ. Uruguay đã giành được huy chương vàng ở hai giải đấu bóng đá Olympic tiếp theo vào năm 1924 và 1928. Do đó cũng là hai giải vô địch thế giới đầu tiên, vì năm 1924 là khởi đầu của kỷ nguyên bóng đá chuyên nghiệp của FIFA.

### World Cup trước Thế chiến 2

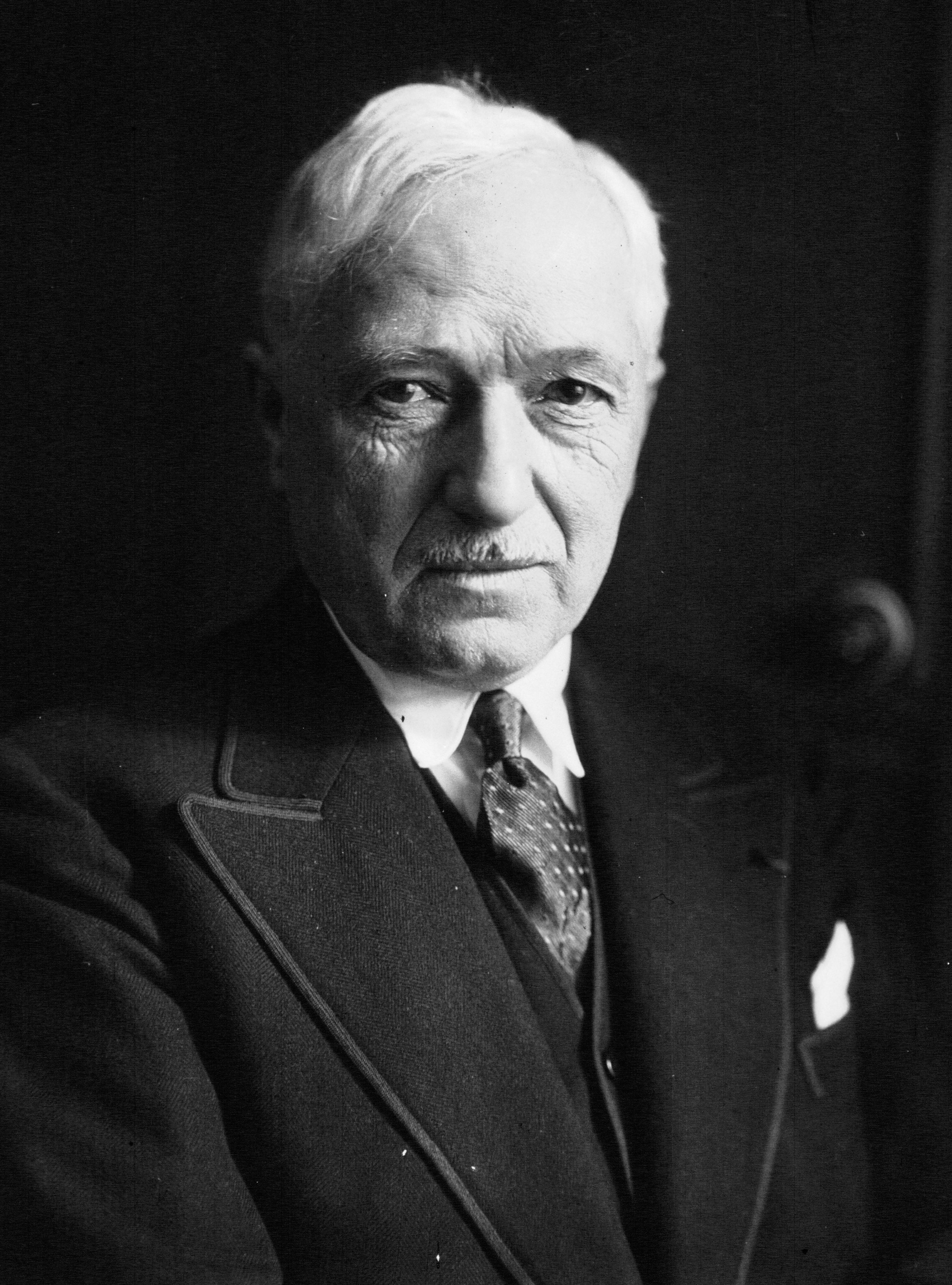
Chủ tịch FIFA Jules Rimet đã thuyết phục các liên minh để thúc đẩy một giải đấu bóng đá quốc tế.

Sau sự thành công của các giải đấu bóng đá Olympic, FIFA được sự thúc giục bởi chủ tịch Jules Rimet, một lần nữa bắt đầu xem xét việc tổ chức giải đấu quốc tế riêng biệt bên ngoài Olympic. Vào ngày 28 tháng 5 năm 1928, Đại hội FIFA tại Amsterdam đã quyết định tổ chức 1 giải vô địch thế giới. Với việc Uruguay đã 2 lần vô địch 2 kỳ Olympic gần nhất và để kỷ niệm 100 năm độc lập của nước này vào năm 1930, FIFA đã chọn Uruguay là nước chủ nhà của giải đấu.
Các hiệp hội bóng đá quốc gia của các quốc gia được chọn đã được mời để gửi đội tham dự, nhưng việc lựa chọn nơi tổ chức là Uruguay đồng nghĩa với việc sẽ cần 1 chuyến đi dài và tốn kém để băng qua Đại Tây Dương cho các đội bóng châu Âu. Vì vậy, không có quốc gia châu Âu nào cam kết gửi đội tham gia cho đến thời điểm 2 tháng trước khi bắt đầu giải. Rimet cuối cùng đã thuyết phục các đội từ Bỉ, Pháp, Romania và Nam Tư thực hiện chuyến đi. Tổng cộng, 13 quốc gia đã tham gia gồm: 7 đội từ Nam Mỹ, 4 đội từ Châu Âu và 2 đội từ Bắc Mỹ.

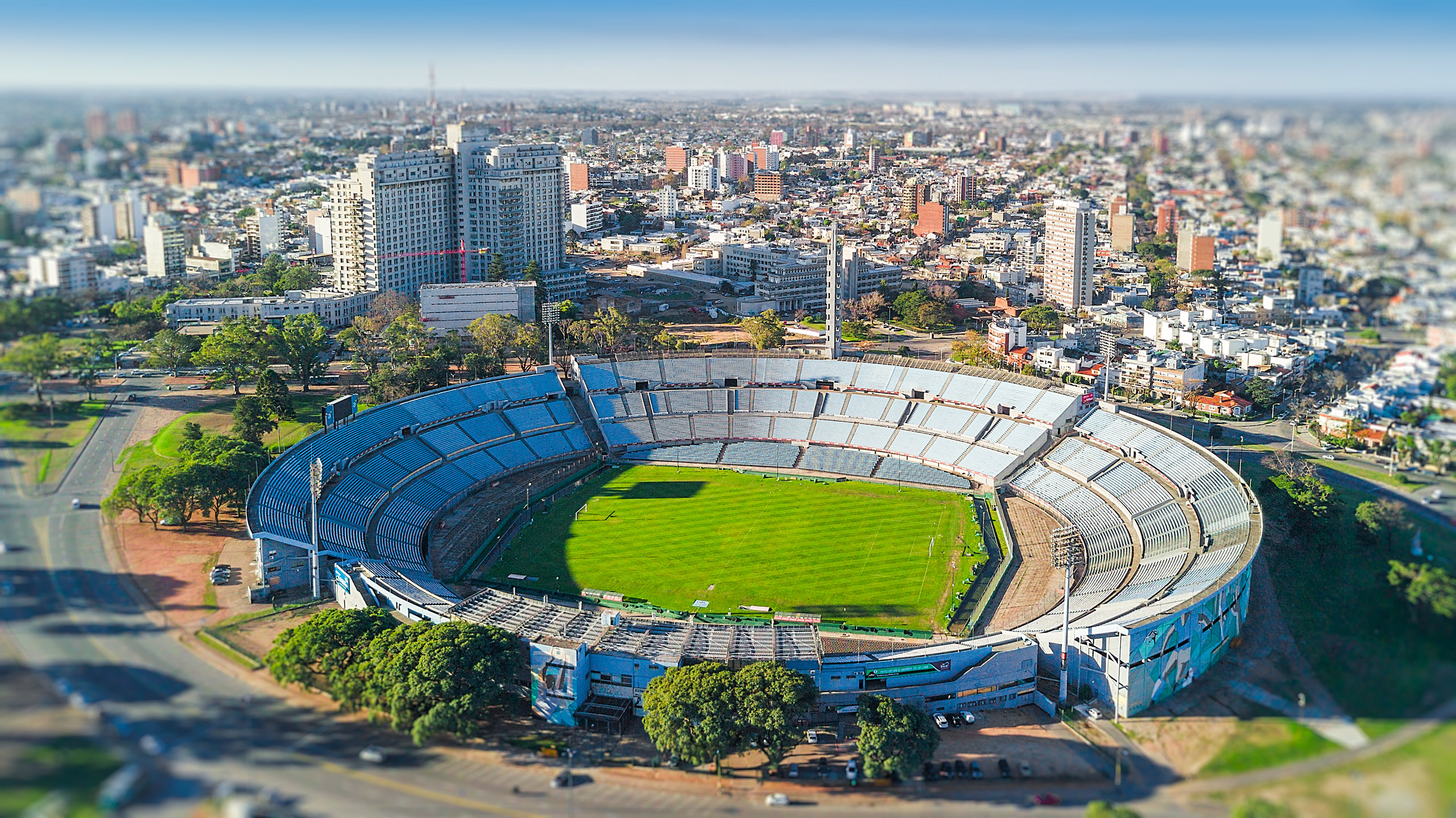
Estadio Centenario, địa điểm của trận chung kết World Cup đầu tiên diễn ra vào năm 1930 tại Montevideo, Uruguay

2 trận đấu World Cup đầu tiên diễn ra đồng thời vào ngày 13 tháng 7 năm 1930; Pháp và Hoa Kỳ là đội chiến thắng trong 2 trận đầu tiên của giải, lần lượt đánh bại Mexico 4-1 và Bỉ 3-0. Bàn thắng đầu tiên trong lịch sử World Cup được ghi bởi Lucien Lauros của Pháp. Trong trận chung kết, Uruguay đã đánh bại Argentina 4-2 trước sự theo dõi của 93.000 khán giả ở Montevideo và trở thành quốc gia đầu tiên vô địch World Cup. Sau khi World Cup thành lập, FIFA và IOC có mâu thuẫn với sự tham gia của các cầu thủ nghiệp dư và vì thế bóng đá đã bị loại khỏi Olympic 1932. Bóng đá ở Olympic đã trở lại từ Olympic 1936 tại Đức, nhưng đã bị lu mờ bởi một World Cup hấp dẫn và danh giá hơn.
Các vấn đề phải đối mặt với các kỳ World Cup  đầu tiên trong thập niên 1930 cũng như trong bóng đá nói riêng và thể thao nói chung là những khó khăn sâu sắc của việc di chuyển xuyên lục địa và chiến tranh - chính trị. Rất ít các đội lục địa Nam Mỹ sẵn sàng tới châu Âu tham dự World Cup 1934 và tất cả các quốc gia Bắc và Nam Mỹ, ngoại trừ Brazil và Cuba, đã tẩy chay giải đấu năm 1938. Brazil là đội Nam Mỹ duy nhất tham gia cả 2 giải. World Cup năm 1942 và 1946 mà Đức và Brazil đã tìm cách tổ chức đã bị hủy bỏ do Chiến tranh thế giới thứ 2 và hậu quả nghiêm trọng của nó.

### World Cup sau Thế chiến II

Trận khai mạc tại sân vận động Maracanã ở Rio de Janeiro, ngay trước khi World Cup 1950 diễn ra, từ Viện Lưu trữ Quốc gia Brasil.

World Cup 1950 được tổ chức tại Brazil là lần đầu tiên xuất hiện các đội tuyển thuộc Vương quốc Anh. Vương quốc Anh đã rút khỏi FIFA năm 1920, một phần do không muốn thi đấu với các quốc gia đã có chiến tranh với họ, và phần khác là do các cuộc biểu tình chống lại sự ảnh hưởng của nước ngoài đối với bóng đá nhưng đã chấp nhận gia nhập lại vào năm 1946 theo lời mời của FIFA. Giải đấu cũng chứng kiến sự trở lại của nhà vô địch năm 1930 Uruguay, đội bóng đã tẩy chay hai kỳ World Cup trước đó. Uruguay đã vô địch giải đấu một lần nữa sau khi đánh bại đội chủ nhà Brazil, trong trận đấu mang tên "Maracanazo" (tiếng Bồ Đào Nha: Maracanaço).
Trong các giải đấu từ năm 1934 đến 1978, 16 đội thi đấu tại vòng chung kết, ngoại trừ năm 1938, khi Áo bị sáp nhập vào Đức sau vòng loại, do đó chỉ còn 15 đội và năm 1950, khi Ấn Độ, Scotland và Thổ Nhĩ Kỳ rút lui, giải đấu chỉ còn 13 đội. Hầu hết các quốc gia tham dự là từ Châu Âu và Nam Mỹ, với một số ít từ Bắc Mỹ, Châu Phi, Châu Á và Châu Đại Dương. Các đội này thường bị đánh bại dễ dàng bởi các đội châu Âu và Nam Mỹ vốn mạnh hơn hẳn và do đó giải đấu tiếp tục duy trì thế độc tôn của hai châu lục này ở sự kiện thể thao lớn nhất trong thời hiện đại. Cho đến năm 1982, chỉ có các đội sau ngoài châu Âu và Nam Mỹ vượt qua vòng bảng: Hoa Kỳ vào bán kết vào năm 1930; Cuba vào tứ kết năm 1938; Bắc Triều Tiên vào tứ kết năm 1966; và Mexico vào tứ kết năm 1970.

### Mở rộng tới 32 đội

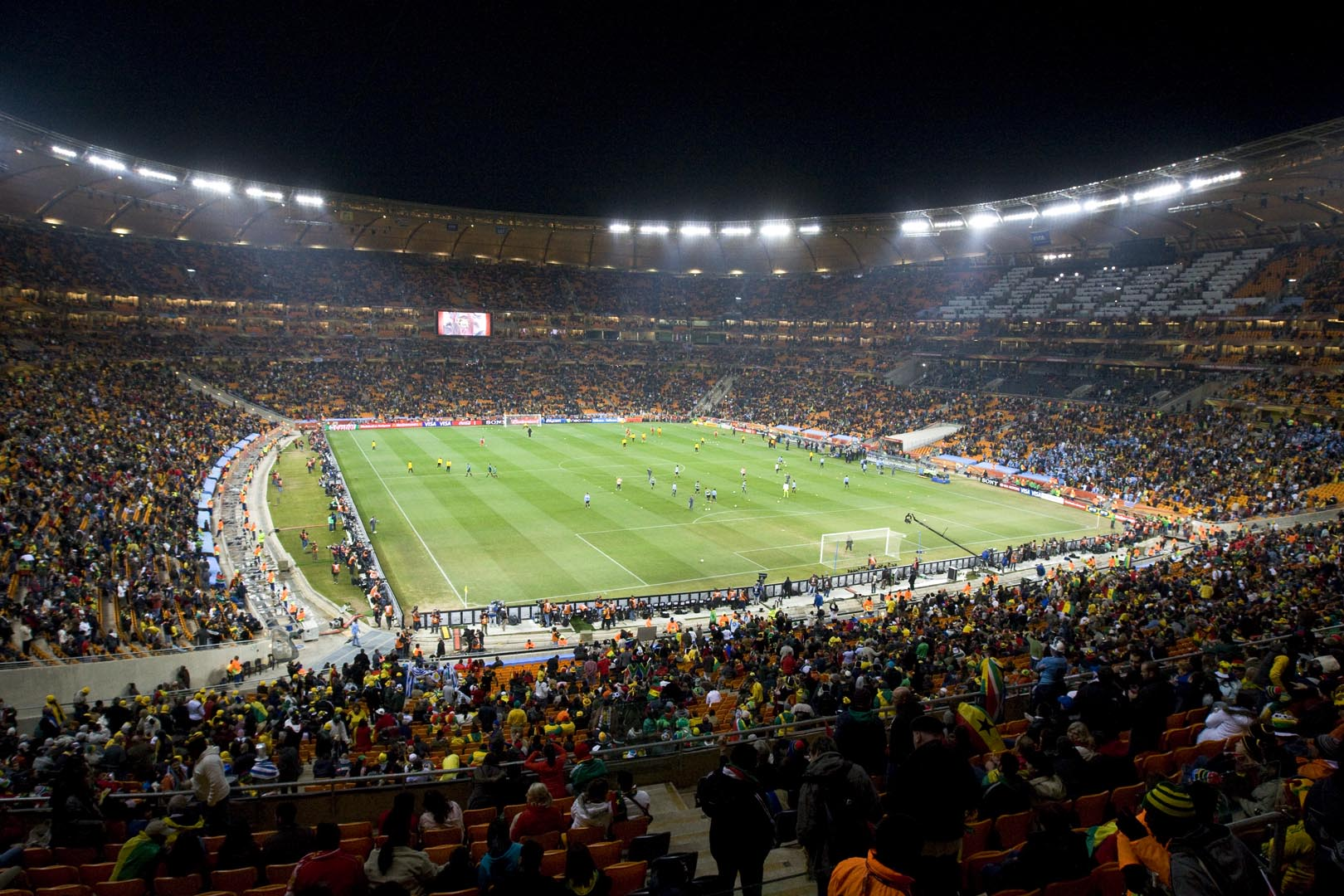
Quang cảnh bên trong của sân vận động Soccer City tại Johannesburg, Nam Phi, trong một trận đấu tại World Cup 2010.

Giải đấu được mở rộng thành 24 đội vào năm 1982 và sau đó tăng lên 32 đội vào năm 1998, ngoài ra cũng cho phép nhiều đội hơn từ Châu Phi, Châu Á và Bắc Mỹ tham gia. Kể từ đó, các đội từ các khu vực này đã gặt hái được nhiều thành công hơn, một số trong đó đã lọt vào tứ kết: Mexico vào tứ kết năm 1986; Cameroon vào tứ kết năm 1990; Hàn Quốc lọt vào bán kết năm 2002; Sénégal cùng với Hoa Kỳ, lọt vào tứ kết năm 2002; Ghana lọt vào tứ kết năm 2010; Costa Rica lọt vào tứ kết vào năm 2014 và Maroc lọt tới bán kết năm 2022. Tuy nhiên, các đội châu Âu và Nam Mỹ vẫn tiếp tục thống trị; các đội lọt vào tứ kết của các giải đấu năm 1994, 1998, 2006 và 2018 đều là các đội châu Âu và Nam Mỹ.
199 đội đã tham dự vòng loại World Cup 2002; 198 quốc gia đã thi đấu tại vòng loại World Cup 2006, trong khi kỷ lục về số quốc gia tham dự vòng loại là 214 ở giải năm 2018.

### Mở rộng tới 48 đội
Vào tháng 10 năm 2013, Sepp Blatter đã nói về việc đảm bảo cho khu vực của Liên đoàn bóng đá Caribe một vị trí tại World Cup. Trong ấn bản ngày 25 tháng 10 năm 2013 của tuần báo FIFA Weekly, Blatter đã viết rằng: "Từ góc độ thể thao thuần túy, tôi muốn thấy sự toàn cầu hóa cuối cùng được thực hiện nghiêm túc mà các hiệp hội thể thao quốc gia châu Phi và châu Á đã đạt được vị thế mà họ xứng đáng tại Giải vô địch bóng đá thế giới."
Sau khi xuất bản tạp chí, đối thủ của Blatter cho cương vị Chủ tịch FIFA, Chủ tịch UEFA Michel Platini, trả lời rằng ông dự định mở rộng World Cup lên tới 40 hiệp hội bóng đá quốc gia, tăng số lượng đội tham dự hiện tại lên 8 đội. Platini nói rằng ông sẽ phân bổ một suất bổ sung cho UEFA, hai cho Liên đoàn bóng đá châu Á và Liên đoàn bóng đá châu Phi, hai suất được chia sẻ giữa CONCACAF và CONMEBOL, và một suất bảo đảm cho Liên đoàn bóng đá châu Đại Dương. Platini đã nói rõ về lý do tại sao ông muốn mở rộng World Cup: "World Cup không dựa trên chất lượng của các đội vì bạn không có 32 người giỏi nhất tại World Cup... nhưng đó là một sự thỏa hiệp tốt.... Đó là vấn đề chính trị vậy tại sao không có nhiều nước châu Phi hơn? Giải đấu mang lại cho tất cả mọi người trên toàn thế giới. Nếu không cho họ cơ hội tham gia, bóng đá sẽ không tiến bộ."
Vào tháng 10 năm 2016, chủ tịch FIFA Gianni Infantino tuyên bố ủng hộ tăng số đội World Cup lên 48 đội vào năm 2026. Vào ngày 10 tháng 1 năm 2017, FIFA xác nhận World Cup 2026 sẽ có 48 đội vào chung kết.

### Vụ án tham nhũng FIFA 2015
Tháng 5 năm 2015, các cáo buộc hình sự về tội nhận hối lộ, lừa đảo và rửa tiền để tham nhũng trong việc phát hành quyền truyền thông và tiếp thị (đấu thầu gian lận) cho các giải đấu của FIFA, với các quan chức FIFA bị buộc tội nhận hối lộ với tổng số tiền hơn 150 triệu đô la trong 24 năm. Vào cuối tháng 5, Bộ Tư pháp Hoa Kỳ đã công bố bản cáo trạng 47 tội danh với các cáo buộc đấu giá, lừa đảo qua đường dây và rửa tiền âm mưu chống lại 14 người. Việc bắt giữ hơn một chục quan chức FIFA đã được thực hiện kể từ thời điểm đó, đặc biệt là vào ngày 29 tháng 5 và ngày 3 tháng 12. Đến cuối tháng 5 năm 2015, tổng cộng chín quan chức FIFA và năm giám đốc điều hành của các thị trường thể thao và phát thanh truyền hình đã bị buộc tội tham nhũng. Vào thời điểm đó, Chủ tịch FIFA Sepp Blatter tuyên bố sẽ từ bỏ vị trí của mình vào tháng 2 năm 2016.
Vào ngày 4 tháng 6 năm 2015, Chuck Blazer khi hợp tác với FBI và chính quyền Thụy Sĩ đã thừa nhận rằng ông và các thành viên khác trong ủy ban điều hành của FIFA đã bị mua chuộc để quảng bá cho World Cup 1998 và 2010. Vào ngày 10 tháng 6 năm 2015, chính quyền Thụy Sĩ đã tịch thu dữ liệu máy tính từ các văn phòng của Sepp Blatter. Cùng ngày, FIFA đã hoãn quá trình đấu thầu World Cup 2026 trước những cáo buộc xung quanh việc hối lộ trong các giải đấu 2018 và 2022. Tổng thư ký lúc bấy giờ Jérôme Valcke tuyên bố: "Do tình hình này, tôi nghĩ rằng thật vô lý khi bắt đầu bất kỳ quy trình đấu thầu nào trong thời điểm hiện tại." Vào ngày 28 tháng 10 năm 2015, Blatter và Phó chủ tịch FIFA đã bị đình chỉ làm việc trong 90 ngày; cả hai đều thừa nhận vô tội trong các tuyên bố gửi cho các phương tiện truyền thông.
Vào ngày 3 tháng 12 năm 2015, hai phó chủ tịch FIFA đã bị bắt vì nghi ngờ hối lộ trong cùng một khách sạn ở Zurich, Áo, nơi bảy quan chức FIFA đã bị bắt giữ vào tháng 5. Thêm 16 cáo trạng của Bộ Tư pháp Hoa Kỳ đã được công bố cùng ngày.

### Các giải đấu FIFA khác

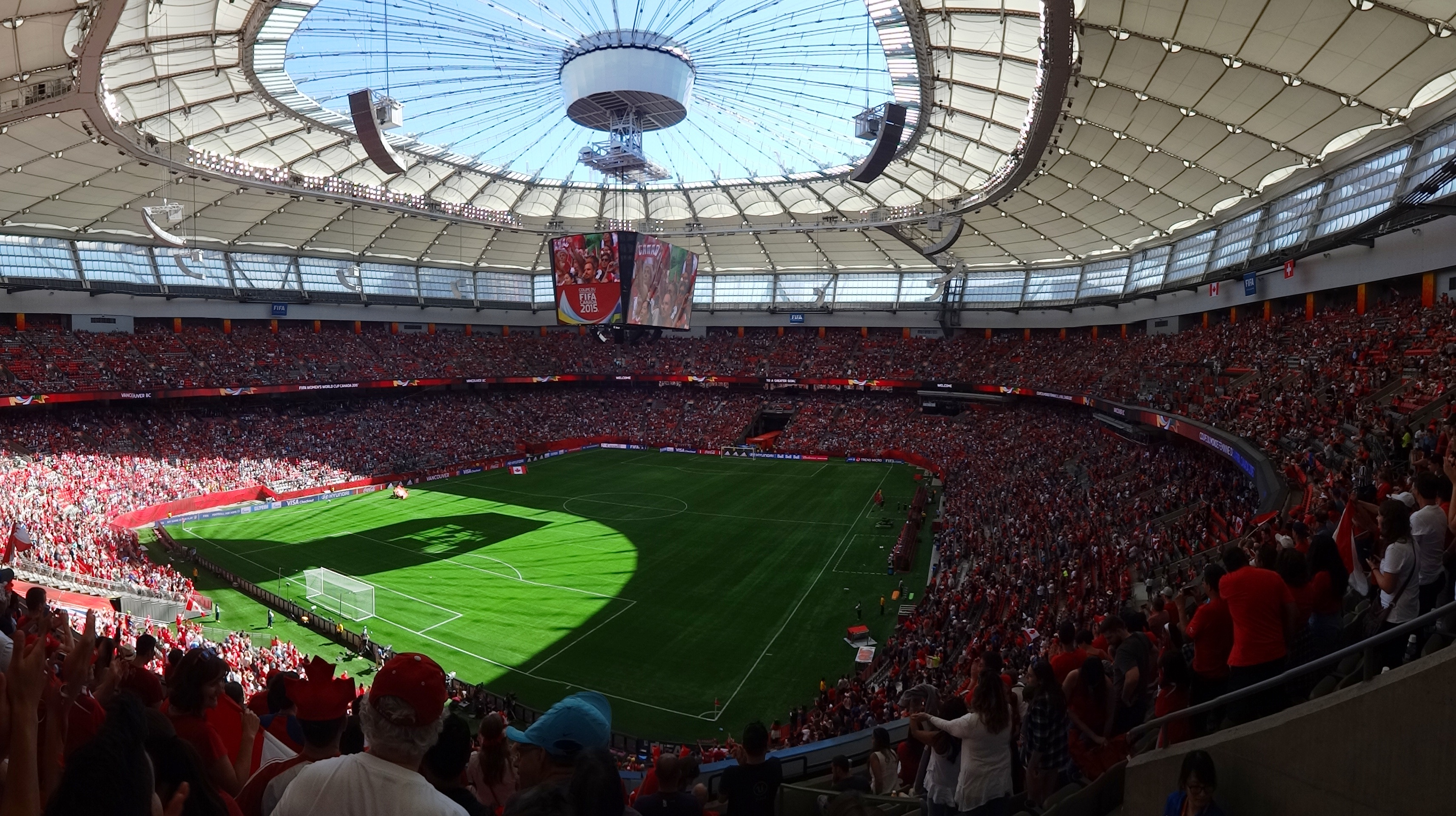
Sân vận động BC Place tại Vancouver tổ chức Giải vô địch bóng đá nữ thế giới.

Một giải đấu tương đương dành cho bóng đá nữ, Giải vô địch bóng đá nữ thế giới, lần đầu tiên được tổ chức vào năm 1991 tại Trung Quốc. Giải đấu dành cho nữ có quy mô nhỏ hơn nam giới, nhưng đang trong quá trình phát triển; số lượng quốc gia tham gia giải đấu năm 2007 là 120, nhiều hơn gấp đôi so với năm 1991.
Bóng đá nam đã được đưa vào mọi kỳ Thế vận hội Olympic mùa hè trừ năm 1896 và 1932. Không giống như nhiều môn thể thao khác, giải bóng đá nam tại Thế vận hội không phải là giải đấu cấp cao nhất và kể từ năm 1992, giải đấu chỉ dành cho độ tuổi dưới 23 (U-23) với mỗi đội được phép mang ba cầu thủ vượt quá tuổi được tổ chức. Bóng đá nữ ra mắt tại Olympic năm 1996.
Cúp Liên đoàn các châu lục (FIFA Confederations Cup) là giải đấu được tổ chức một năm trước World Cup tại (các) quốc gia đăng cai World Cup như một đợt thử nghiệm, khảo sát cho kỳ World Cup sắp tới.
FIFA cũng tổ chức các giải đấu quốc tế dành cho bóng đá trẻ (Giải vô địch bóng đá U-20 thế giới, Giải vô địch bóng đá U-17 thế giới, Giải vô địch bóng đá nữ U-20 thế giới, Giải vô địch bóng đá nữ U-17 thế giới), bóng đá câu lạc bộ (Giải vô địch bóng đá thế giới các câu lạc bộ (FIFA Club World Cup)), và các biến thể bóng đá như futsal (Giải vô địch bóng đá trong nhà thế giới (FIFA Futsal World Cup)) và bóng đá bãi biển (Giải vô địch bóng đá bãi biển thế giới (FIFA Beach Soccer World Cup)). Ba giải sau không có phiên bản dành cho nữ, mặc dù Giải vô địch bóng đá nữ thế giới các câu lạc bộ đã được đề xuất.
Giải vô địch bóng đá nữ U-20 thế giới được tổ chức một năm trước mỗi kỳ của Giải vô địch bóng đá nữ thế giới. Giải đấu U-20 đóng vai trò là một đợt thử nghiệm cho giải đấu lớn hơn.

## Sự kiện chính
- Năm 1930, giải đấu đầu tiên được tổ chức tại Uruguay, là kỳ World Cup duy nhất mà tất cả các trận đấu được tổ chức ở cùng một thành phố là Montevideo, thủ đô Uruguay và không tổ chức vòng loại. Uruguay trở thành đội đầu tiên vô địch giải đấu khi tổ chức trên sân nhà.
- Năm 1934, kỳ World Cup lần đầu tiên trong lịch sử được tổ chức tại châu Âu và số đội tham dự là 16, giải duy nhất mà đội chủ nhà cũng phải tham dự vòng loại. Ý là đội giành chức vô địch lần đầu tiên sau thắng lợi trước đội tuyển Tiệp Khắc với tỉ số 2-1 sau 2 hiệp phụ (2 đội hoà nhau với tỉ số 1-1 sau 90 phút thi đấu chính thức).
- Năm 1938, kỳ World Cup lần đầu tiên được tổ chức tại Pháp. Ý trở thành đội đầu tiên bảo vệ thành công chức vô địch sau thắng lợi trước đội tuyển Hungary với tỉ số 4-2 trong trận chung kết. Đây cũng là kỳ World Cup cuối cùng trước khi giải đấu bị gián đoạn vào năm 1942 và năm 1946 do ảnh hưởng của Chiến tranh thế giới thứ hai.
- Năm 1950, kỳ World Cup lần đầu tiên được tổ chức tại Brazil. Uruguay trở thành đội bóng châu Mỹ giành chức vô địch lần thứ 2 của mình. Ý trở thành đội đương kim vô địch đầu tiên bị loại ngay từ vòng bảng. Đây cũng là kỳ World Cup trở lại sau 12 năm gián đoạn vì do ảnh hưởng của Chiến tranh thế giới thứ hai.
- Năm 1954, kỳ World Cup lần đầu tiên được tổ chức tại Thụy Sĩ, và cũng là lần đầu tiên giải được chiếu trên truyền hình. Đội tuyển Tây Đức trở thành đội giành chức vô địch lần đầu tiên sau thắng lợi trước đội tuyển Hungary với tỉ số 3-2 trong trận chung kết.
- Năm 1958, kỳ World Cup lần đầu tiên được tổ chức tại Thụy Điển. Đội tuyển chủ nhà Thuỵ Điển có lần đầu tiên trong lịch sử lọt vào trận chung kết của 1 kỳ World Cup, Brasil lần đầu tiên vô địch thế giới và là lần đầu tiên giải thưởng cầu thủ trẻ xuất sắc nhất ra đời và cũng là lần đầu tiên một đội tuyển quốc gia Nam Mỹ vô địch trên đất châu Âu.
- Năm 1962, kỳ World Cup lần đầu tiên được tổ chức tại Chile, và cũng là lần đầu tiên hiệu số bàn thắng được sử dụng để phân hạng 2 đội bằng điểm. Đội tuyển Brasil giành chức vô địch lần thứ 2 sau thắng lợi trước đội tuyển Tiệp Khắc với tỉ số 3-1 trong trận chung kết.
- Năm 1966, kỳ World Cup lần đầu tiên được tổ chức tại Anh, và cũng là lần thứ hai 4 đội vào bán kết đều đến từ Châu Âu. Đội tuyển chủ nhà Anh đã giành chức vô địch thế giới lần đầu tiên sau thắng lợi trước đội tuyển Tây Đức với tỉ số 4-2 (2 đội hoà nhau với tỉ số 2-2 sau 2 hiệp thi đấu chính thức). Brasil trở thành cựu vô địch lần thứ 2 bị loại từ vòng bảng.
- Năm 1970, kỳ World Cup lần đầu tiên tổ chức tại quốc gia Bắc Mỹ là México, Brasil trở thành đội bóng đầu tiên vô địch 3 lần và giữ cúp vĩnh viễn, lần đầu tiên thẻ vàng, thẻ đỏ và giải thưởng đội tuyển phong cách được áp dụng.
- Năm 1974, kỳ World Cup lần đầu tiên được tổ chức tại Tây Đức. Cúp FIFA World Cup được ra đời. Đội tuyển chủ nhà Tây Đức đã giành chức vô địch thế giới trước đội tuyển Hà Lan với tỉ số 2-1 trong trận chung kết.
- Năm 1978, kỳ World Cup thứ 5 tổ chức tại châu Mỹ và cũng là lần đầu tiên được tổ chức tại Argentina. Đội tuyển chủ nhà Argentina lần đầu tiên đoạt chức vô địch bóng đá thế giới sau thắng lợi trước đội tuyển Hà Lan với tỉ số 3-1 sau hai hiệp phụ (vì 2 đội có tỉ số hòa 1-1 ở hai hiệp thi đấu chính thức 90 phút).
- Năm 1982, lần đầu tiên Tây Ban Nha đăng cai giải đấu này và cũng là lần đầu tiên được tổ chức tại một quốc gia thuộc bán đảo Iberia, giải đấu tăng số đội lên thành 24 đội. Ý trở thành đội bóng châu Âu đầu tiên có 3 chức vô địch sau thắng lợi trước Tây Đức với tỉ số 3-1 trong trận chung kết.
- Năm 1986, México trở thành quốc gia đầu tiên đăng cai giải đầu lần thứ 2 (lần trước là kỳ World Cup 1970). Đội tuyển Argentina giành chức vô địch lần thứ 2 trong lịch sử sau thắng lợi trước đội tuyển Tây Đức với tỉ số 3-2 trong trận chung kết.
- Năm 1990, Ý trở thành quốc gia châu Âu đầu tiên 2 lần đăng cai giải đấu (lần trước là kỳ World Cup 1934). Đội tuyển Tây Đức trở thành đội bóng châu Âu giành chức vô địch lần thứ 3 sau thắng lợi trước đội tuyển Argentina với tỉ số 1-0 trong trận chung kết.
- Năm 1994, lần đầu tiên Hoa Kỳ đăng cai giải đấu này, Brasil lần thứ 4 đoạt chức vô địch bóng đá thế giới sau thắng lợi trước đội tuyển Ý với tỉ số luân lưu 3-2 (vì hai đội hoà nhau ở hai hiệp thi đấu chính thức và hai hiệp phụ). Đây cũng là lần đầu tiên trận chung kết phải bước vào loạt sút luân lưu. Đây cũng là kỳ World Cup cuối cùng có 24 đội trước khi kỳ World Cup 1998 nâng số đội tuyển tham gia là 32 đội.
- Năm 1998, Pháp là nước Châu Âu tiếp theo là chủ nhà sau Ý (lần trước là kỳ World Cup 1938). Và đây cũng là kỳ World Cup đầu tiên tăng số đội tham dự lên 32 đội. Pháp trở thành đội bóng chủ nhà châu Âu lần đầu tiên giành chức vô địch sau thắng lợi trước đội tuyển Brazil với tỉ số 3-0 trong trận chung kết.
- Năm 2002, kỳ World Cup lần đầu tiên trong lịch sử được tổ chức tại châu Á và cũng là lần đầu tiên được tổ chức đồng thời ở hai quốc gia. Đội tuyển Hàn Quốc trở thành đội bóng châu Á lần đầu tiên trong lịch sử lọt vào vòng bán kết của 1 kỳ World Cup. Đội tuyển Nhật Bản có lần đầu tiên trong lịch sử lọt vào vòng 16 đội của 1 kỳ World Cup, nhưng đã để thua trước đội tuyển Thổ Nhĩ Kỳ với tỉ số là 0-1. Còn đội tuyển Pháp trở thành nhà đương kim vô địch thứ 3 bị loại ngay từ vòng bảng. Đội tuyển Brasil lần thứ 5 đoạt chức vô địch sau thắng lợi trước đội tuyển Đức với tỉ số 2-0 trong trận chung kết.
- Năm 2006, kỳ World Cup lần thứ 2 tổ chức tại Đức (lần trước là kỳ World Cup 1974). Đây cũng là lần thứ tư có 4 đội vào bán kết đều thuộc châu Âu. Và đây cũng là trận chung kết lần thứ 2 phải đá loạt sút luân lưu. Ý trở thành đội bóng châu Âu đầu tiên giành chức vô địch sau thắng lợi trước đội tuyển Pháp với tỉ số 5-3 (sau loạt sút luân lưu) vì hai đội hoà sau 2 hiệp thi đấu chính thức và 2 hiệp phụ với tỉ số 1-1. Đức trở thành quốc gia thứ 3 ở châu Âu lần thứ 2 đăng cai World Cup.
- Năm 2010, kỳ World Cup lần đầu tiên diễn ra ở châu Phi. Đội tuyển Nam Phi trở thành đội chủ nhà đầu tiên không vượt qua được vòng bảng của một kỳ World Cup. Đôi tuyển Ý trở thành cựu vô địch thứ 4 sau khi bị loại ngay từ vòng bảng. Đội tuyển Tây Ban Nha lần đầu tiên giành chức vô địch sau khi giành chiến thắng trước đội tuyển Hà Lan với tỉ số chung cuộc 1-0 sau 2 hiệp phụ (vì 2 đội hoà nhau ở 2 hiệp thi đấu chính thức với tỉ số 0-0).
- Năm 2014, Brasil đăng cai giải đấu này lần thứ 2 (lần trước là kỳ World Cup 1950). Giải đấu này được tổ chức tại Nam bán cầu và lần đầu tiên trong lịch sử vòng chung kết, công nghệ goal-line được áp dụng cho tất cả các trận đấu. Đội tuyển Đức trở thành đội bóng châu Âu đầu tiên vô địch trên đất châu Mỹ sau thắng lợi trước đội tuyển Argentina với tỉ số 1-0 ở hiệp phụ. Còn đội tuyển Tây Ban Nha trở thành nhà đương kim vô địch thứ 5 sau khi bị loại ngay ở vòng bảng.
- Năm 2018, kỳ World Cup lần đầu tiên được tổ chức tại một quốc gia thuộc khu vực Đông Âu và cũng là lần đầu tiên được tổ chức tại một quốc gia thuộc Liên Xô cũ, kỳ World Cup đầu tiên mà công nghệ hỗ trợ trọng tài (VAR) đã được sử dụng. Đội tuyển Đức trở thành cựu vô địch thứ 6 bị loại ngay từ vòng bảng. Đội tuyển chủ nhà Nga có lần đầu tiên trong lịch sử giành quyền vào vòng tứ kết của một kỳ World Cup. Đội tuyển Pháp lần thứ 2 giành chức vô địch (sau kỳ World Cup 1998). Đội tuyển Croatia có lần đầu tiên trong lịch sử lọt vào trận chung kết của một kỳ World Cup, và đây cũng là kỳ World Cup đầu tiên mà đội tuyển Croatia giành giải á quân. Đội tuyển Bỉ có lần đầu tiên giành hạng 3, còn đội tuyển Anh lọt vào top 4 đội mạnh nhất lần thứ 3 (trong đó có kỳ World Cup 1966 mà họ đã giành chức vô địch) và cũng là lần đầu tiên là vào kỳ World Cup 1990. Đáng chú ý là đội tuyển Ý đã từng 4 lần vô địch không tham dự giải vì không vượt qua vòng loại.
- Năm 2022, kỳ World Cup lần đầu tiên được tổ chức tại một quốc gia thuộc Trung Đông, và cũng là lần đầu tiên được tổ chức tại một quốc gia thuộc Thế giới Ả Rập và được tổ chức vào mùa đông. Là kỳ World Cup áp dụng sự đổi mới về công nghệ như Vạch vôi điện tử Goal-line, Video hỗ trợ trọng tài VAR, đặc biệt có thêm công nghệ Bắt việt vị bán tự động SAOT và công nghệ cảm biến trong trái bóng Al Rihla để theo dõi vị trí quả bóng cùng nhiều thứ khác. Đây là kỳ World Cup lần thứ 2 được tổ chức tại châu Á (sau kỳ World Cup 2002) được tổ chức ở Nhật Bản và Hàn Quốc. Qatar chính thức trở thành nước chủ nhà thứ 3 của châu Á giành quyền đăng cai World Cup, và cũng là đội chủ nhà thứ hai (sau đội tuyển Nam Phi ở kỳ World Cup 2010) không vượt qua được vòng bảng của một kỳ World Cup. Đội tuyển từng 4 lần vô địch, Ý có lần thứ 2 liên tiếp không vượt vòng loại của giải. Một đội tuyển khác cũng từng 4 lần vô địch là đội tuyển Đức có lần thứ 2 liên tiếp không vượt qua vòng bảng. Đội tuyển Bỉ giành hạng ba World Cup 2018, cũng không vượt qua vòng bảng lần đầu tiên vào năm 1998. Đội tuyển Uruguay 2 lần vô địch bị loại từ vòng bảng sau 20 năm từ World Cup 2002. Đội tuyển Mexico bị loại từ vòng bảng sau 44 năm từ World Cup 1978. Đội tuyển Đan Mạch có lần đầu tiên bị loại ngay từ vòng bảng từ World Cup 2010. Đội tuyển Úc và đội tuyển Hàn Quốc vượt qua vòng bảng lần lượt vào kỳ World Cup 2006 và World Cup 2010. Đội tuyển Bồ Đào Nha có lần đầu tiên dừng bước ở vòng tứ kết, trong khi đó đội tuyển Brasil có lần thứ 2 liên tiếp dừng bước tại vòng này, còn đội tuyển Anh vẫn là đội có nhiều lần thất bại ở tứ kết nhất với 7 lần. Đội tuyển Maroc đi vào lịch sử khi trở thành đội tuyển châu Phi đầu tiên giành quyền vào bán kết của 1 kỳ World Cup. Đội tuyển Croatia, á quân World Cup 2018 có lần thứ 2 giành hạng 3 sau kỳ World Cup 1998. Đây cũng là kỳ World Cup cuối cùng có 32 đội tham dự trước khi kỳ World Cup 2026 sẽ nâng số đội tuyển tham gia là 48 đội. Đội tuyển Argentina lần thứ ba giành chức vô địch (sau kỳ World Cup 1978 và World Cup 1986) sau khi vượt qua đương kim vô địch Pháp với tỉ số 4-2 ở loạt sút luân lưu 11m (3-3 sau hiệp phụ).
- Năm 2026, số đội tham dự tăng lên thành 48 đội, lần đầu tiên tổ chức ở 3 quốc gia và México trở thành quốc gia đầu tiên của Bắc Mỹ 3 lần làm chủ nhà giải đấu (lần trước là kỳ World Cup 1970 và World Cup 1986), Hoa Kỳ lần thứ hai đăng cai giải đấu (lần trước là kỳ World Cup 1994) và lần đầu tiên Canada tổ chức giải đấu.

## Cúp

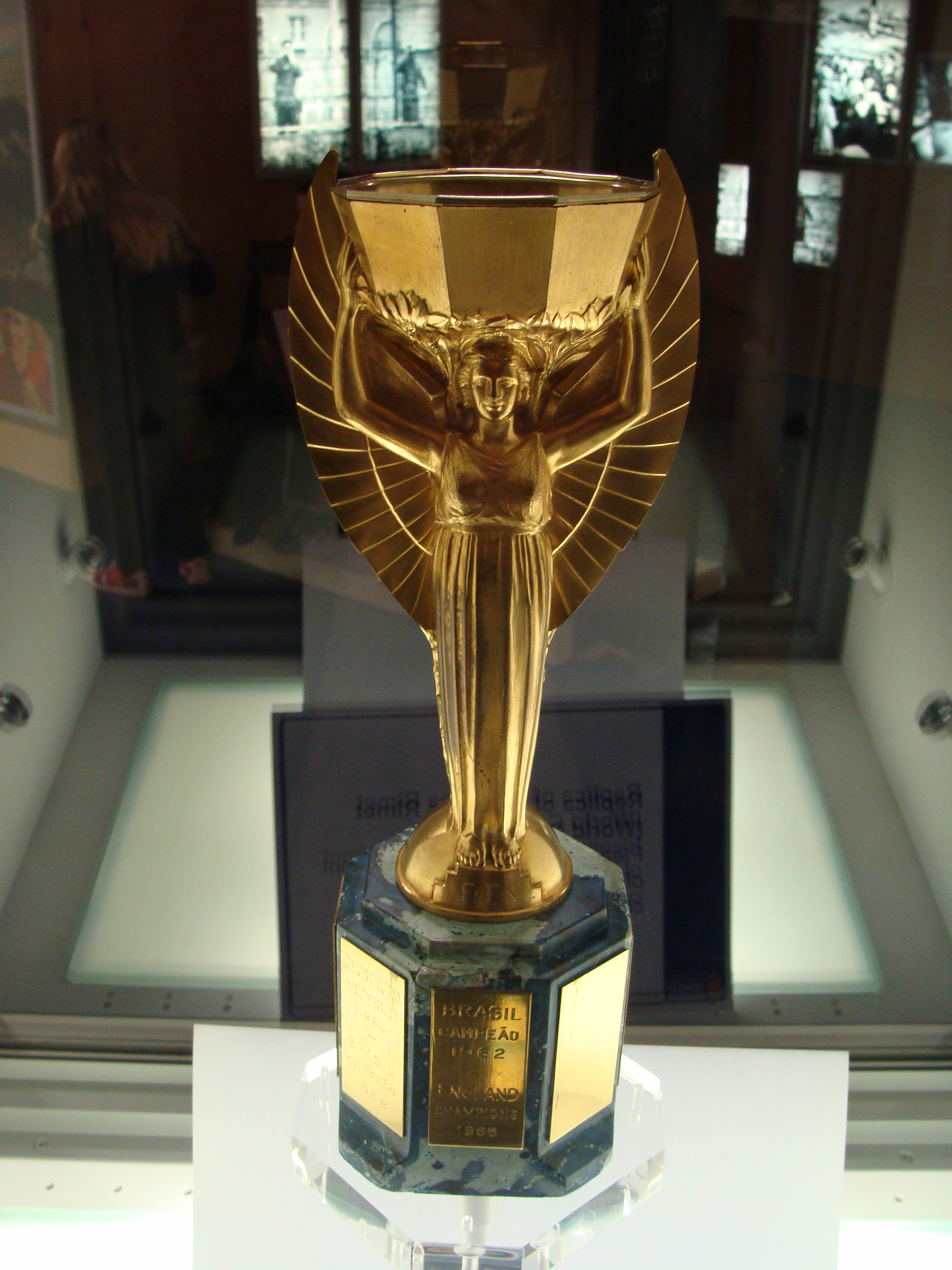
Cúp Jules Rimet, được dùng để trao cho đội vô địch từ kỳ World Cup 1930 đến 1970

Từ năm 1930 đến 1970, Cúp Jules Rimet đã được trao cho đội vô địch World Cup. Ban đầu nó được gọi đơn giản là World Cup hoặc Coupe du Monde, nhưng vào năm 1946, nó được đổi tên sau khi chủ tịch FIFA Jules Rimet thành lập giải đấu. Từ năm 1970 trở về trước, đội vô địch thế giới được trao "cúp vàng" mà trong các văn kiện chính thức của FIFA gọi là "vật phẩm nghệ thuật". Đó là bức tượng nhỏ hình "Nữ thần chiến thắng Nike" (theo thần thoại Hy Lạp) mà trong giới bóng đá thường gọi là tượng "Nữ thần vàng". Theo đơn đặt hàng của FIFA, chiếc tượng này được hoàn thành năm 1928 do một người thợ kim hoàn ở Paris tên là Abel Lafleur đúc bằng vàng thật, nặng 1,8 kg (với chiếc đế bằng đá hoa cương nặng chừng 4 kg), trị giá 10.000 USD.

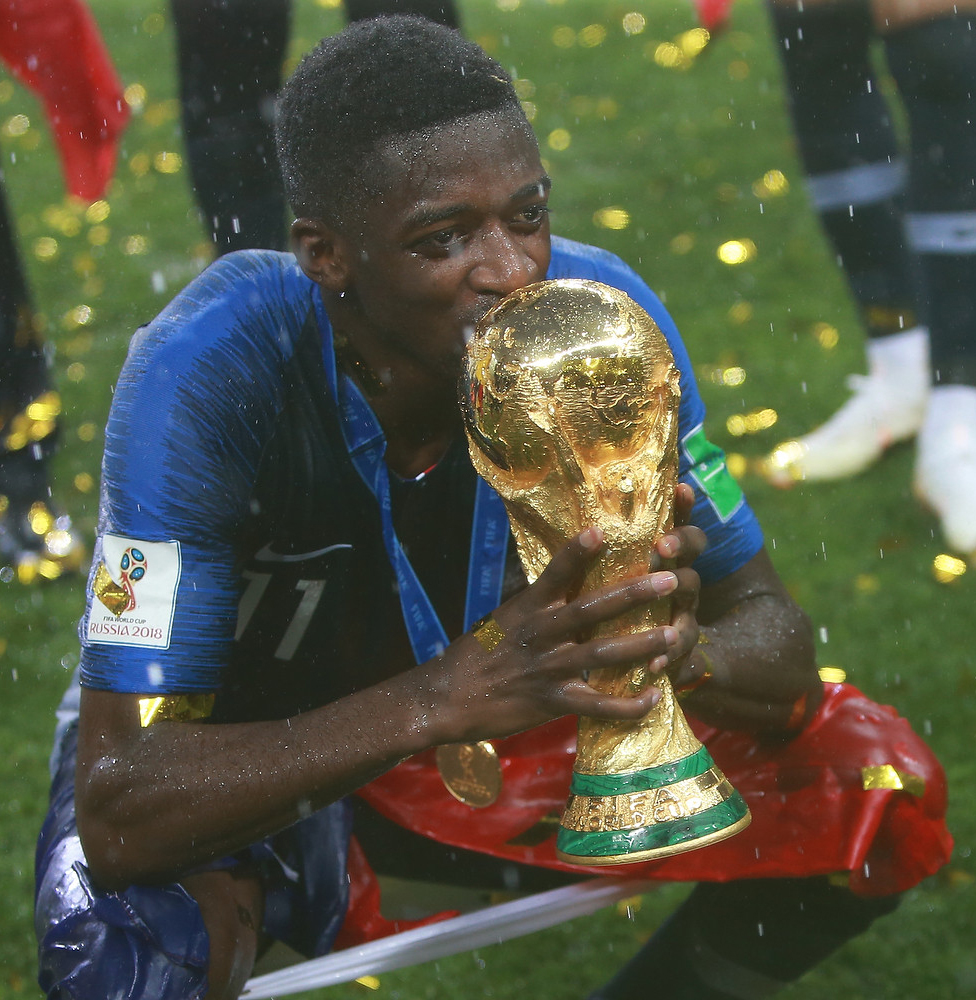
Chiếc cúp hiện tại (do Pháp vô địch, được cầm bởi Ousmane Dembélé năm 2018) đã được trao từ năm 1974

Trước Giải thế giới năm 1970, FIFA giữ "Cup vàng" theo điều lệ quy định để rồi trao cho liên đoàn bóng đá quốc gia thuộc nước có đội bóng đoạt chức vô địch thế giới rồi trả lại cho FIFA trước khi tiến hành vòng chung kết Giải vô địch bóng đá thế giới lần sau.
Năm 1970, sau 3 lần vô địch, như trong điều lệ quy định, đội Brasil đã được trao tặng vĩnh viễn "Nữ thần vàng". Tuy nhiên, chiếc cúp đã bị đánh cắp vào năm 1983 và chưa bao giờ được tìm lại, dường như đã bị những tên trộm nấu chảy. Sau giải năm đó, FIFA đặt làm chiếc cúp mới lấy tên là Cúp thế giới FIFA. Chiếc cúp này là cúp luân lưu, không đội bóng nào có thể đoạt vĩnh viễn cả. Những đội bóng vô địch sẽ được trao tặng chiếc cúp mẫu thu nhỏ để làm kỷ niệm cùng với việc được giữ chiếc cúp chính thức trong thời gian giữa 2 giải vô địch bóng đá thế giới. Chiếc cúp mới được đúc bằng vàng thật do nghệ sĩ người Ý Silvio Gazzaniga sáng tác, sau khi vượt qua 53 nghệ nhân để trở thành người thắng cuộc, với chiều cao 36,5 cm được làm bằng vàng nguyên khối 18 carat (75%), nặng 6,175 kg, trị giá 20.000 USD. Cúp này do người thợ kim hoàn Stabilimento Artistico Bertoni ở thành phố Milano đúc. Chiếc cúp mang hình 2 thanh niên với 4 cánh tay giơ cao đỡ lấy quả Địa Cầu. Phần kim loại của chiếc cúp hiện nay là 4,9 kg "vàng nguyên khối 18 carat" và có 2 lớp đá malachit trong khi mặt dưới của chiếc cúp khắc tên của những quốc gia vô địch giải vô địch bóng đá thế giới kể từ năm 1974. Mô tả về chiếc cúp của Gazzaniga là: "Những đường thẳng xuất phát từ dưới, vươn lên theo hình xoắn ốc, vươn ra để tiếp nhận thế giới. Từ những đường nét đáng chú ý của cơ thể được điêu khắc, bức tượng nổi lên với khoảnh khắc chiến thắng."
Hiện tại, tất cả các thành viên (cầu thủ, huấn luyện viên và người quản lý) của ba đội hàng đầu giải đấu đều nhận được huy chương với một huy hiệu của Cúp vô địch bóng đá thế giới; quán quân (vàng), á quân (bạc) và hạng ba (đồng). Trong World Cup 2002, huy chương vị trí thứ tư đã được trao cho chủ nhà Hàn Quốc. Trước giải đấu năm 1978, huy chương chỉ được trao cho mười một cầu thủ trên sân trong trận chung kết và trận tranh hạng ba. Vào tháng 11 năm 2007, FIFA đã thông báo rằng tất cả các thành viên của đội tuyển vô địch World Cup từ năm 1930 đến năm 1974 sẽ được trao lại huy chương.

## Thể thức

### Vòng loại
Kể từ kỳ World Cup thứ hai vào năm 1934, vòng loại đã được tổ chức để chọn ra các ứng viên đủ điều kiện cho vòng chung kết. Vòng loại được tổ chức trong sáu khu vực (Châu Phi, Châu Á, Bắc, Trung Mỹ và Caribbean, Nam Mỹ, Châu Đại Dương và Châu Âu), được giám sát bởi các liên đoàn của họ. Đối với mỗi giải đấu, FIFA quyết định số suất tham dự được trao cho từng khu vực lục địa trước đó, thường dựa trên sức mạnh và thành tích quốc tế của các đội trong liên đoàn.
Vòng loại có thể bắt đầu sớm nhất là gần ba năm trước khi vòng chung kết diễn ra và kéo dài trong khoảng thời gian hai năm. Thông thường, một hoặc hai suất được trao cho những đội chiến thắng trong trận play-off liên lục địa. Ví dụ, đội vượt qua vòng loại ở khu vực Châu Đại Dương và đội đứng thứ năm ở vòng loại khu vực châu Á đã đối đầu với nhau ở trận play-off cho một suất tham dự World Cup 2010. Từ World Cup 1938 trở đi, các quốc gia chủ nhà không cần phải đá vòng loại để tham dự vòng chung kết như các đội khác. Quyền này cũng được trao cho các nhà đương kim vô địch từ năm 1938 đến 2002, nhưng đã bị xóa bỏ kể từ World Cup 2006 trở đi, đòi hỏi các nhà đương kim vô địch phải vượt qua vòng loại để tham dự giải kế tiếp. Brazil, quốc gia vô địch năm 2002, là nhà vô địch thế giới đầu tiên chơi các trận đấu vòng loại để tham dự World Cup 2006.

## Chủ nhà

### Tiến trình lựa chọn

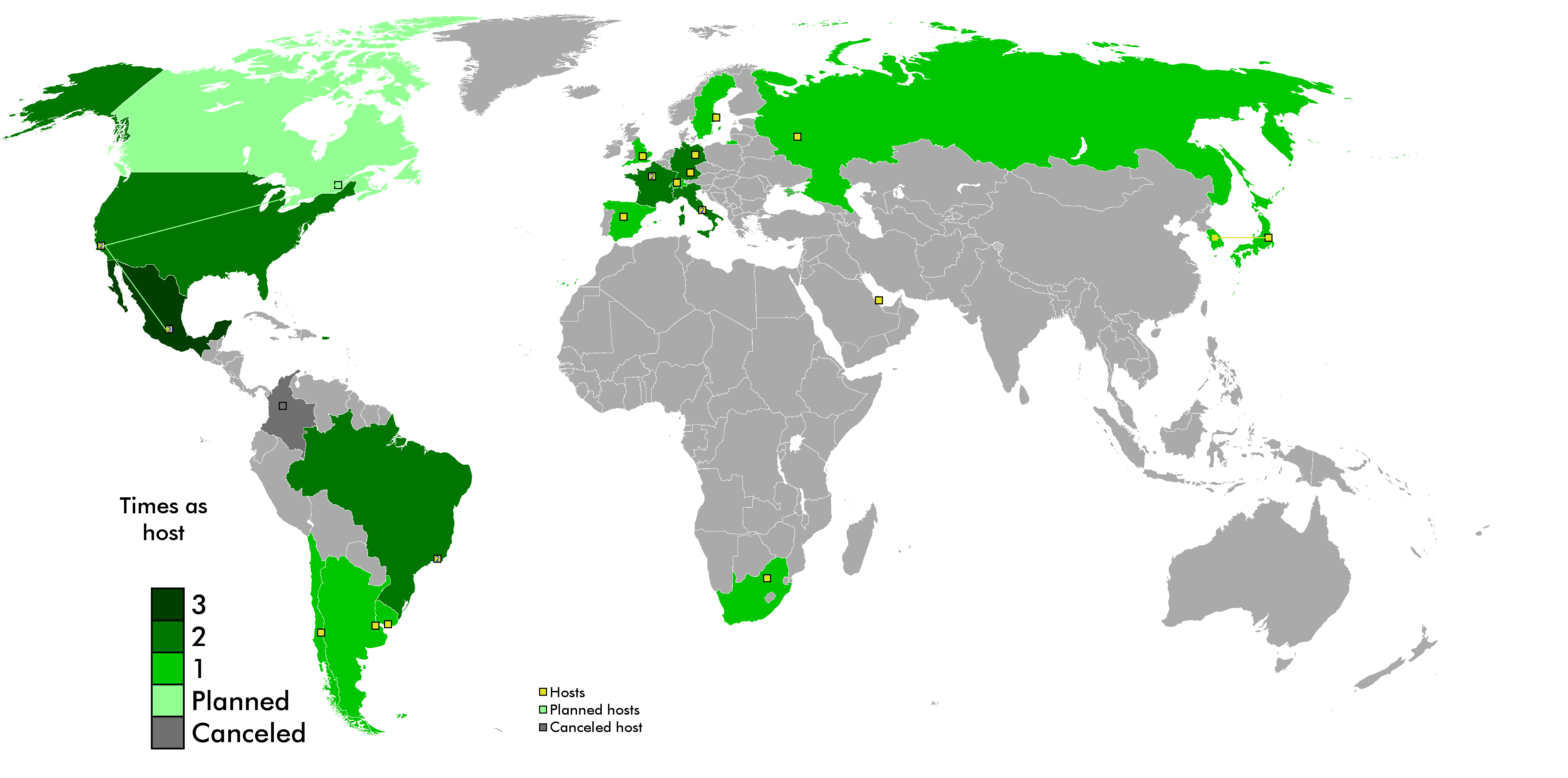
Bản đồ các nước chủ nhà của vòng chung kết Giải vô địch bóng đá thế giới từ năm 1930 đến 2026. Màu xanh lá cây: một lần; màu xanh đậm: hai lần; xanh nhạt: còn trong kế hoạch; xám đậm: hủy bỏ. Chấm vuông vàng: nơi tổ chức trận khai mạc-bế mạc; đường nối 2 dấu chấm vàng: tổ chức tại các nơi trong 1 kỳ World Cup.

Các kỳ World Cup đầu tiên, quyền đăng cai được trao cho các quốc gia tại các cuộc họp của đại hội FIFA. Các địa điểm đã gây tranh cãi bởi vì Nam Mỹ và châu Âu cho đến nay là hai trung tâm sức mạnh trong bóng đá và chuyến đi giữa họ cần ba tuần bằng thuyền. Chẳng hạn, quyết định tổ chức World Cup đầu tiên ở Uruguay, dẫn đến chỉ có bốn quốc gia châu Âu thi đấu. Hai kỳ World Cup tiếp theo đều được tổ chức ở châu Âu. Quyết định tiếp tục chọn Châu Âu và tổ chức ở Pháp đã bị tranh cãi, vì các nước Nam Mỹ hiểu rằng vị trí này sẽ tiếp tục xen giữa Đại Tây Dương. Do đó, cả Argentina và Uruguay đều tẩy chay Giải vô địch bóng đá thế giới 1938.
Kể từ Giải vô địch bóng đá thế giới 1958, để tránh những cuộc tẩy chay hoặc tranh cãi, FIFA đã bắt đầu một mô hình xen kẽ các đội chủ nhà giữa châu Mỹ và châu Âu, tiếp tục cho đến Giải vô địch bóng đá thế giới 1998. Giải vô địch bóng đá thế giới 2002, được tổ chức bởi Hàn Quốc và Nhật Bản, là lần đầu tiên được tổ chức ở châu Á và là giải đấu đầu tiên có nhiều hơn một nước chủ nhà. Nam Phi trở thành quốc gia châu Phi đầu tiên đăng cai Giải vô địch bóng đá thế giới 2010. Giải vô địch bóng đá thế giới 2014 được tổ chức bởi Brazil, lần đầu tiên được tổ chức tại Nam Mỹ kể từ Argentina năm 1978 và là lần đầu tiên World Cup liên tiếp được tổ chức ở bên ngoài Châu Âu.

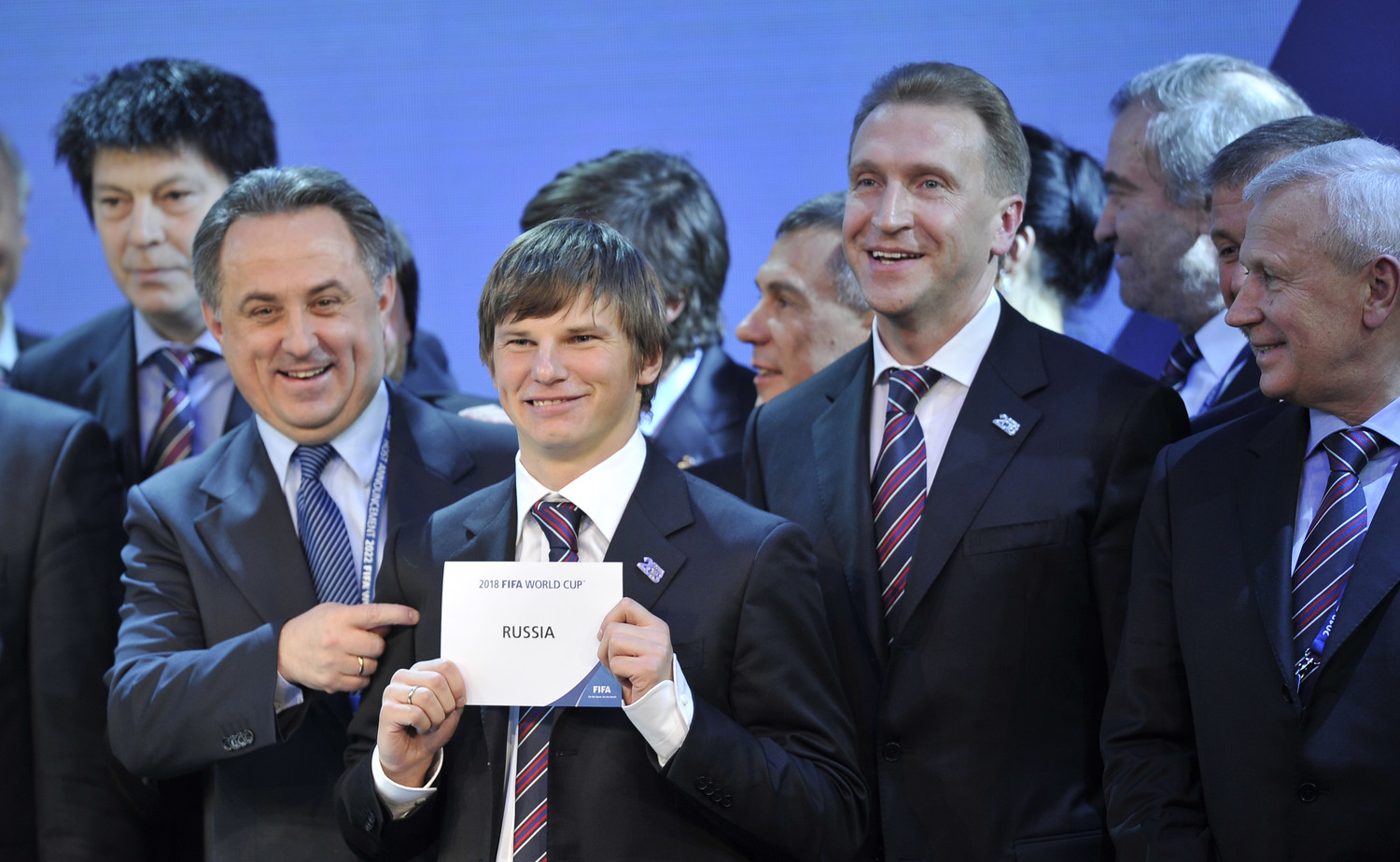
Các đại biểu Nga ăn mừng khi được chọn là chủ nhà của Giải vô địch bóng đá thế giới 2018.

Nước chủ nhà hiện được chọn trong một cuộc bỏ phiếu của Hội đồng FIFA. Điều này được thực hiện theo một hệ thống bỏ phiếu toàn diện. Hiệp hội bóng đá quốc gia của một quốc gia mong muốn tổ chức sự kiện này nhận được "Thỏa thuận" từ FIFA, giải thích các bước và yêu cầu. Hiệp hội cũng nhận được một hình thức bằng cách đệ trình đại diện để chính thức ứng cử. Sau đó, một nhóm thanh tra được FIFA chỉ định đến xem xét đất nước để xác định rằng quốc gia này có đáp ứng các yêu cầu cần thiết để tổ chức sự kiện và một báo cáo về quốc gia này được đưa ra. Quyết định về việc ai sẽ tổ chức World Cup thường được đưa ra sáu hoặc bảy năm trước giải đấu. Tuy nhiên, đã có những lần chủ nhà của nhiều giải đấu trong tương lai được công bố cùng một lúc, như trường hợp của World Cup 2018 và 2022, được trao cho Nga và Qatar, với việc Qatar trở thành quốc gia Trung Đông đầu tiên đăng cai giải đấu.
Đối với World Cup 2010 và 2014, giải đấu cuối cùng được luân chuyển giữa các liên đoàn, chỉ cho phép các quốc gia từ liên đoàn được chọn (Châu Phi năm 2010, Nam Mỹ vào năm 2014) để tổ chức giải đấu. Chính sách xoay vòng được đưa ra sau cuộc tranh cãi xung quanh chiến thắng của Đức trước Nam Phi trong cuộc bỏ phiếu để tổ chức giải đấu năm 2006. Tuy nhiên, chính sách xoay vòng lục địa sẽ không tiếp tục sau năm 2014, do đó, bất kỳ quốc gia nào, ngoại trừ những quốc gia thuộc liên đoàn đã tổ chức hai giải đấu trước đó, đều có thể đăng ký làm chủ nhà cho World Cup bắt đầu từ năm 2018. Điều này một phần để tránh một kịch bản tương tự như quá trình đấu thầu cho giải đấu năm 2014, nơi Brazil là nhà thầu chính thức và duy nhất.
Giải vô địch bóng đá thế giới 2026 đã được chọn để tổ chức tại Hoa Kỳ, Canada và México, đánh dấu lần đầu tiên một World Cup được chia sẻ bởi ba quốc gia chủ nhà. Giải đấu năm 2026 sẽ là World Cup lớn nhất từng được tổ chức, với 48 đội thi đấu tổng cộng 80 trận. 60 trận đấu sẽ diễn ra ở Mỹ, bao gồm tất cả các trận đấu từ vòng tứ kết trở đi, trong khi Canada và Mexico, mỗi nước sẽ tổ chức 10 trận đấu.

### Thành tích
Sáu trong số tám nhà vô địch hiện tại đã giành được một trong những danh hiệu World Cup khi thi đấu trên chính quê hương của mình, ngoại lệ là Brazil, đội đã đứng vị trí á quân sau khi thua trận đấu quyết định trên sân nhà vào năm 1950 cũng như thua trận bán kết với Đức vào năm 2014 và Tây Ban Nha khi chỉ lọt vào vòng hai trên sân nhà vào năm 1982. Anh (1966) đã giành được danh hiệu duy nhất của mình khi chơi với tư cách là một quốc gia chủ nhà. Uruguay (1930), Ý (1934), Argentina (1978) và Pháp (1998) đã giành được những danh hiệu đầu tiên với tư cách là quốc gia chủ nhà, trong khi Đức (1974) giành được danh hiệu World Cup thứ hai khi chơi trên sân nhà.
Các quốc gia khác cũng đã thành công khi tổ chức giải đấu. Thụy Sĩ (tứ kết 1954), Thụy Điển (á quân năm 1958), Chile (vị trí thứ ba năm 1962), Hàn Quốc (vị trí thứ tư năm 2002), Nga (tứ kết năm 2018) và Mexico (tứ kết năm 1970 và 1986) đều có kết quả tốt nhất khi là chủ nhà. Cho đến nay, Nam Phi (2010) và Qatar (2022) là hai quốc gia chủ nhà thất bại trong việc vượt qua vòng bảng.

## Các kỷ lục và thống kê

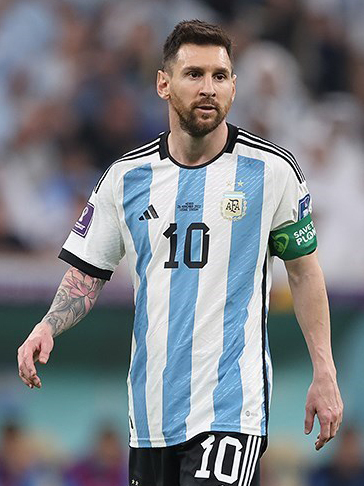
Lionel Messi đã ra sân 26 lần tại 5 vòng chung kết World Cup liên tiếp.

Sáu cầu thủ có số lần tham dự các vòng chung kết World Cup nhiều nhất là Antonio Carbajal (1950-1966), Rafael Márquez (2002-2018) và Andrés Guardado (2006-2022) cùng đến từ Mexico; cựu đội trưởng đội tuyển CHLB Đức Lothar Matthäus (1982-1998); đội trưởng đội tuyển Argentina Lionel Messi và người đồng cấp Bồ Đào Nha Cristiano Ronaldo (2006-2022). Messi cũng là người chơi nhiều trận nhất với tổng cộng 26 lần được ra sân. Huyền thoại Pelé là người duy nhất 3 lần vô địch World Cup với tư cách cầu thủ. Djalma Santos của Brazil (1954-1962), Franz Beckenbauer (1966-1974) của Tây Đức và Philipp Lahm của Đức (2006-2014) là những cầu thủ duy nhất được ghi tên ba lần trong Đội hình Tiêu biểu.
Người ghi nhiều bàn thắng nhất tại các kỳ World Cup là tuyển thủ Đức Miroslav Klose, với 16 lần làm tung lưới đối phương trong 4 lần tham dự giải. Thứ 2 là tuyển thủ Brasil Ronaldo với 15 bàn. Đứng thứ 3 với 14 lần lập công là tuyển thủ người Đức Gerd Müller. Ở cùng vị trí thứ 4 là trung phong huyền thoại người Pháp Just Fontaine và tiền đạo Lionel Messi của Argentina với 13 bàn thắng. Đặc biệt hơn, Fontaine còn giữ kỷ lục về số bàn thắng ghi được tại một kỳ World Cup, với thành tích 13 bàn ghi được tại giải năm 1958.
Vào tháng 11 năm 2007, FIFA đã thông báo rằng tất cả các thành viên của đội tuyển vô địch World Cup từ năm 1930 đến năm 1974 sẽ được trao lại huy chương vô địch. Điều này khiến huyền thoại Pelé của Brazil trở thành cầu thủ duy nhất giành được ba huy chương của đội vô địch World Cup (1958, 1962 và 1970, mặc dù ông không chơi trong trận chung kết năm 1962 vì chấn thương). Bảy cầu thủ đã thu thập tất cả ba loại huy chương World Cup (vàng, bạc và đồng): năm cầu thủ đến từ đội hình 1966-1974 bao gồm Franz Beckenbauer, Jürgen Grabowski, Horst-Dieter Höttges, Sepp Maier và Wolfgang Overath (1966-1974); Franco Baresi của Ý (1982, 1990, 1994) và gần đây nhất là Miroslav Klose của Đức (2002-2014) với bốn huy chương liên tiếp. Miroslav Klose cũng chính là cầu thủ nhận được huy chương World Cup nhiều nhất (1 vàng, 1 bạc, 2 đồng). Anh cũng là cầu thủ duy nhất có tất cả các loại huy chương và luôn có huy chương ở tất cả các kỳ World Cup tham gia.
Mário Zagallo, Franz Beckenbauer và Didier Deschamps là ba người đồng thời vô địch World Cup với tư cách cầu thủ và huấn luyện viên. Zagallo vô địch các giải năm 1958 và 1962 khi còn đang thi đấu rồi giải năm 1970 khi chuyển sang vai trò huấn luyện viên. Beckenbauer vô địch giải năm 1974 khi đeo băng đội trưởng đội tuyển Tây Đức và giải năm 1990 với huấn luyện viên trưởng., Didier Deschamps vô địch vào năm 1998 khi là cầu thủ và năm 2018 khi làm huấn luyện viên. Còn huấn luyện viên tuyển Ý Vittorio Pozzo là người duy nhất từng hai lần giành ngôi vô địch trên ghế chỉ đạo (1934 và 1938). Tất cả các huấn luyện viên trưởng giành chức vô địch World Cup đều là người xuất thân từ đất nước có đội tuyển giành danh hiệu này.
Tính đến hết World Cup 2022, Brasil đã chơi nhiều trận World Cup nhất với 114 trận, theo sau là Đức với 112 trận. Hai đội gặp nhau lần đầu tiên trong lịch sử thi đấu tại giải ở trận chung kết năm 2002. Đức góp mặt ở nhiều trận chung kết (8 lần), bán kết (13 lần), và tứ kết nhất (16 lần), trong khi Brazil tham dự nhiều vòng chung kết nhất (22 lần), thắng nhiều trận nhất (76 trận), và ghi được nhiều bàn thắng nhất (237 bàn). Hai đội đã đối đầu hai lần tại World Cup, trong trận chung kết năm 2002 và bán kết năm 2014.
Giải vô địch bóng đá thế giới gần như là sân chơi riêng cho các đội bóng Nam Mỹ và châu Âu khẳng định sự thống trị tuyệt đối trong làng túc cầu thế giới bởi vì cho đến nay thì chưa có đội bóng nào ngoài châu Âu và Nam Mỹ có vinh dự được nâng cao chiếc cúp vàng danh giá. Tuy nhiên chưa có đội bóng châu Âu nào vô địch World Cup khi giải đấu được đăng cai tại châu Á.

### Top cầu thủ ghi bàn xuất sắc nhất

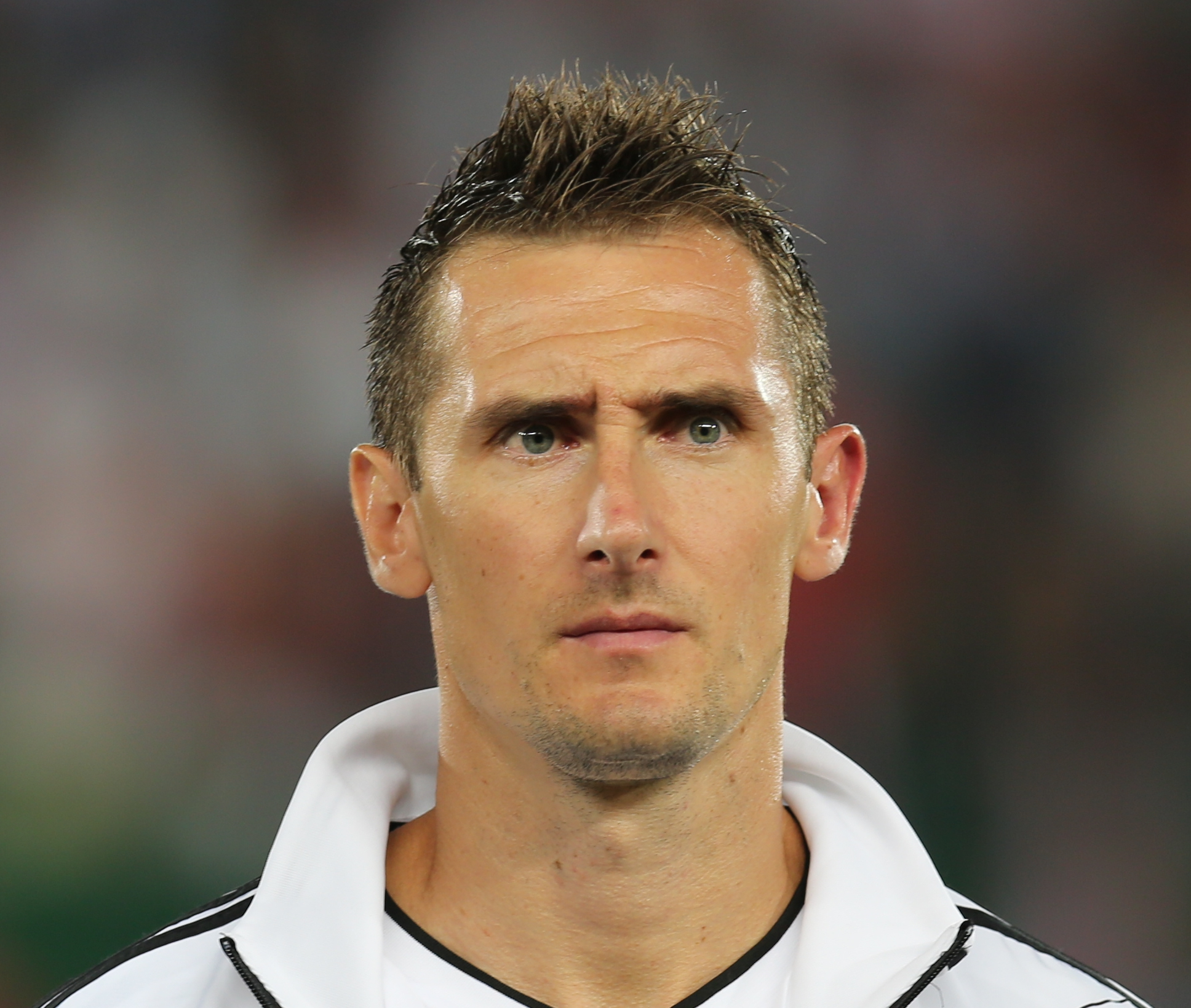
Miroslav Klose đã ghi được 16 bàn thắng trong bốn kỳ World Cup.

| Xếp hạng | Cầu thủ           | Bàn thắng |
| -------- | ----------------- | --------- |
| 1        | Miroslav Klose    | 16        |
| 2        | Ronaldo           | 15        |
| 3        | Gerd Müller       | 14        |
| 4        | Just Fontaine     | 13        |
| 4        | Lionel Messi      | 13        |
| 6        | Kylian Mbappé     | 12        |
| 6        | Pelé              | 12        |
| 8        | Jürgen Klinsmann  | 11        |
| 8        | Sándor Kocsis     | 11        |
| 10       | Gabriel Batistuta | 10        |
| 10       | Teófilo Cubillas  | 10        |
| 10       | Grzegorz Lato     | 10        |
| 10       | Gary Lineker      | 10        |
| 10       | Thomas Müller     | 10        |
| 10       | Helmut Rahn       | 10        |

## Khán giả
| Năm       | Chủ nhà             | Địa điểm/ Thành phố | Tổng số khán giả | Các trận đấu | TB khán giả | Khán giả cao nhất | Khán giả cao nhất                        | Khán giả cao nhất                                               |
| Năm       | Chủ nhà             | Địa điểm/ Thành phố | Tổng số khán giả | Các trận đấu | TB khán giả | Con số †          | Địa điểm †                               | Các trận †                                                      |
| --------- | ------------------- | ------------------- | ---------------- | ------------ | ----------- | ----------------- | ---------------------------------------- | --------------------------------------------------------------- |
| 1930      | Uruguay             | 3/1                 | 590.549          | 18           | 32.808      | 93.000            | Sân vận động Centenario, Montevideo      | Uruguay 6–1 Nam Tư, Bán kết                                     |
| 1934      | Ý                   | 8/8                 | 363.000          | 17           | 21.353      | 55.000            | Sân vận động Nazionale PNF, Roma         | Ý 2–1 Tiệp Khắc, Chung kết                                      |
| 1938      | Pháp                | 10/9                | 375.700          | 18           | 20.872      | 58.455            | Olympic Colombes, Paris                  | Pháp 1–3 Ý, Tứ kết                                              |
| 1950      | Brasil              | 6/6                 | 1.045.246        | 22           | 47.511      | 173.850           | Sân vận động Maracanã, Rio de Janeiro    | Brasil 1–2 Uruguay, Trận đấu quyết định                         |
| 1954      | Thụy Sĩ             | 6/6                 | 768.607          | 26           | 29.562      | 63.000            | Sân vận động Wankdorf, Bern              | Tây Đức 3–2 Hungary, Chung kết                                  |
| 1958      | Thụy Điển           | 12/12               | 819.810          | 35           | 23.423      | 50.928            | Ullevi, Göteborg                         | Brasil 2–0 Liên Xô, Vòng bảng                                   |
| 1962      | Chile               | 4/4                 | 893.172          | 32           | 27.912      | 68.679            | Sân vận động Quốc gia, Santiago          | Brasil 4–2 Chile, Bán kết                                       |
| 1966      | Anh                 | 8/7                 | 1.563.135        | 32           | 48.848      | 98.270            | Sân vận động Wembley, Luân Đôn           | Anh 4–2 Tây Đức, Chung kết                                      |
| 1970      | México              | 5/5                 | 1.603.975        | 32           | 50.124      | 108.192           | Sân vận động Azteca, Thành phố México    | México 1–0 Bỉ, Vòng bảng                                        |
| 1974      | Tây Đức             | 9/9                 | 1.865.753        | 38           | 49.099      | 83.168            | Sân vận động Olympic, Tây Berlin         | Tây Đức 1–0 Chile, Vòng bảng                                    |
| 1978      | Argentina           | 6/5                 | 1.545.791        | 38           | 40.679      | 71.712            | Sân vận động River Plate, Buenos Aires   | Ý 1–0 Argentina, Vòng bảng                                      |
| 1982      | Tây Ban Nha         | 17/14               | 2.109.723        | 52           | 40.572      | 95.500            | Camp Nou, Barcelona                      | Argentina 0–1 Bỉ, Trận mở màn                                   |
| 1986      | México              | 12/11               | 2.394.031        | 52           | 46.039      | 114.600           | Sân vận động Azteca, Thành phố México    | México 1–1 Paraguay, Vòng bảng Argentina 3–2 Tây Đức, Chung kết |
| 1990      | Ý                   | 12/12               | 2.516.215        | 52           | 48.389      | 74.765            | San Siro, Milan                          | Tây Đức 4–1 Nam Tư, Vòng bảng                                   |
| 1994      | Hoa Kỳ              | 9/9                 | 3.587.538        | 52           | 68.991      | 94.194            | Rose Bowl, Pasadena, California          | Brasil 0(3)–(2)0 Ý, Chung kết                                   |
| 1998      | Pháp                | 10/10               | 2.785.100        | 64           | 43.517      | 80.000            | Stade de France, Saint-Denis             | Brasil 0–3 Pháp, Chung kết                                      |
| 2002      | Hàn Quốc · Nhật Bản | 10/10               | 2.705.197        | 64           | 42.269      | 69.029            | Sân vận động Quốc tế, Yokohama, Nhật Bản | Brasil 2–0 Đức, Chung kết                                       |
| 2006      | Đức                 | 12/12               | 3.359.439        | 64           | 52.491      | 72.000            | Sân vận động Olympic, Berlin             | Đức 1(4)–(2)1 Argentina, Tứ kết                                 |
| 2010      | Nam Phi             | 10/9                | 3.178.856        | 64           | 49.670      | 84.490            | Soccer City, Johannesburg                | Tây Ban Nha 1–0 Hà Lan, Chung kết                               |
| 2014      | Brasil              | 12/12               | 3.429.873        | 64           | 53.592      | 74.738            | Sân vận động Maracanã, Rio de Janeiro    | Đức 1–0 Argentina, Chung kết                                    |
| 2018      | Nga                 | 12/11               | 3.031.768        | 64           | 47.371      | 78.011            | Sân vận động Luzhniki, Moskva            | Pháp 4–2 Croatia, Chung kết                                     |
| 2022      | Qatar               | 8/5                 | 3.404.252        | 64           | 53.191      | 88.966            | Sân vận động Lusail Iconic, Lusail       | Argentina 3(4)-(2)3 Pháp, Chung kết                             |
| Tổng cộng | Tổng cộng           | Tổng cộng           | 43.936.730       | 900          | 48.819      | 171.772           | Sân vận động Maracanã, Rio (1950)        |                                                                 |

 Trận đấu duy nhất được khán giả nhiều nhất, được hiển thị trong ba cột cuối cùng, đã được trận chung kết trong một nửa của 20 kỳ Cúp Thế giới tính đến năm 2014. Một trận đấu khác hoặc các trận đấu đã thu hút khán giả nhiều nhất so với trận chung kết vào các năm 1930, 1938, 1958, 1962, 1970–1982, 1990 và 2006.
- Nguồn: FIFA[87]

## Phát sóng và quảng bá

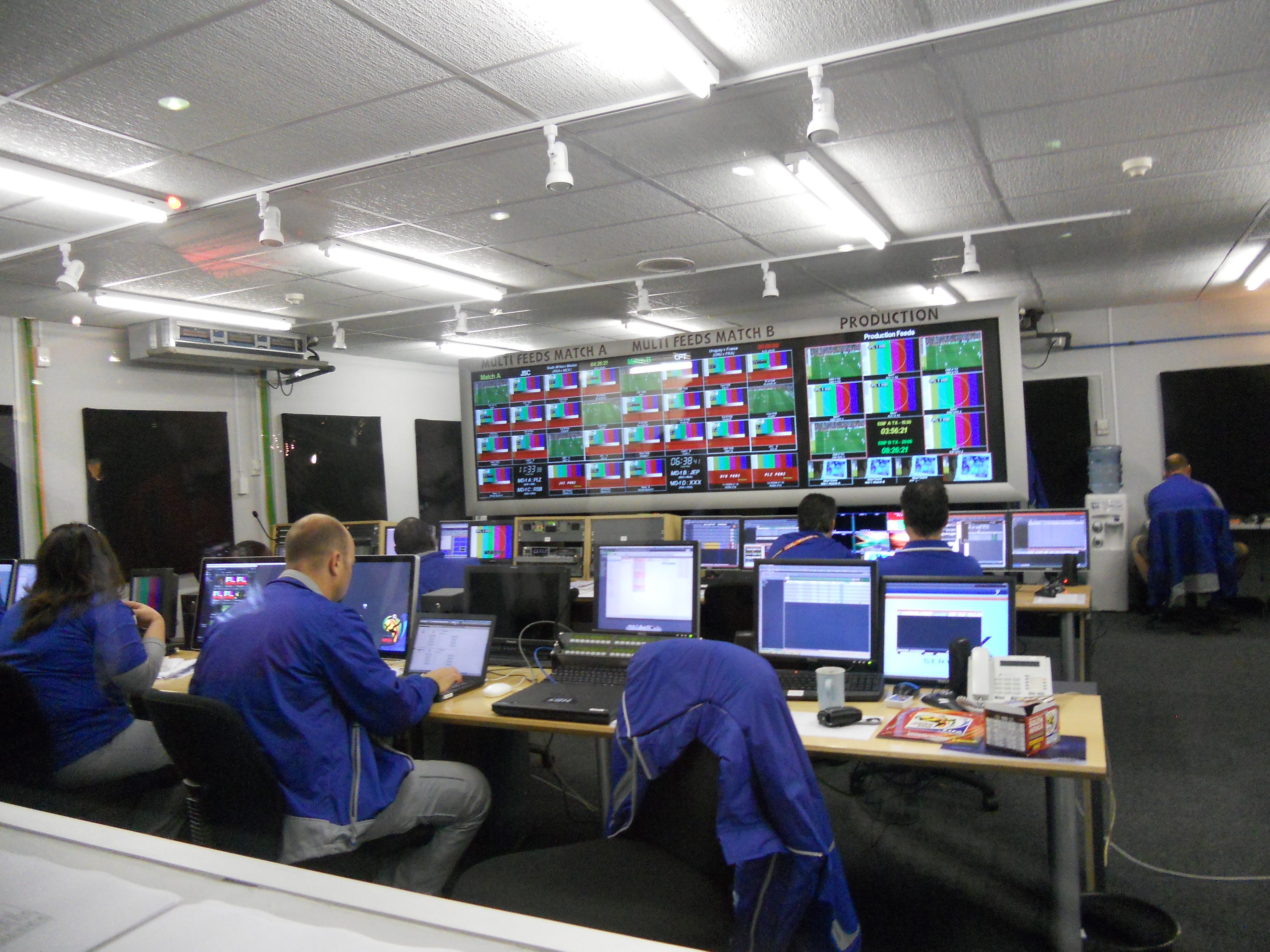
Trung tâm phát sóng quốc tế của FIFA cho hệ thống truyền hình tại Johannesburg, Nam Phi ở giải World Cup 2010.

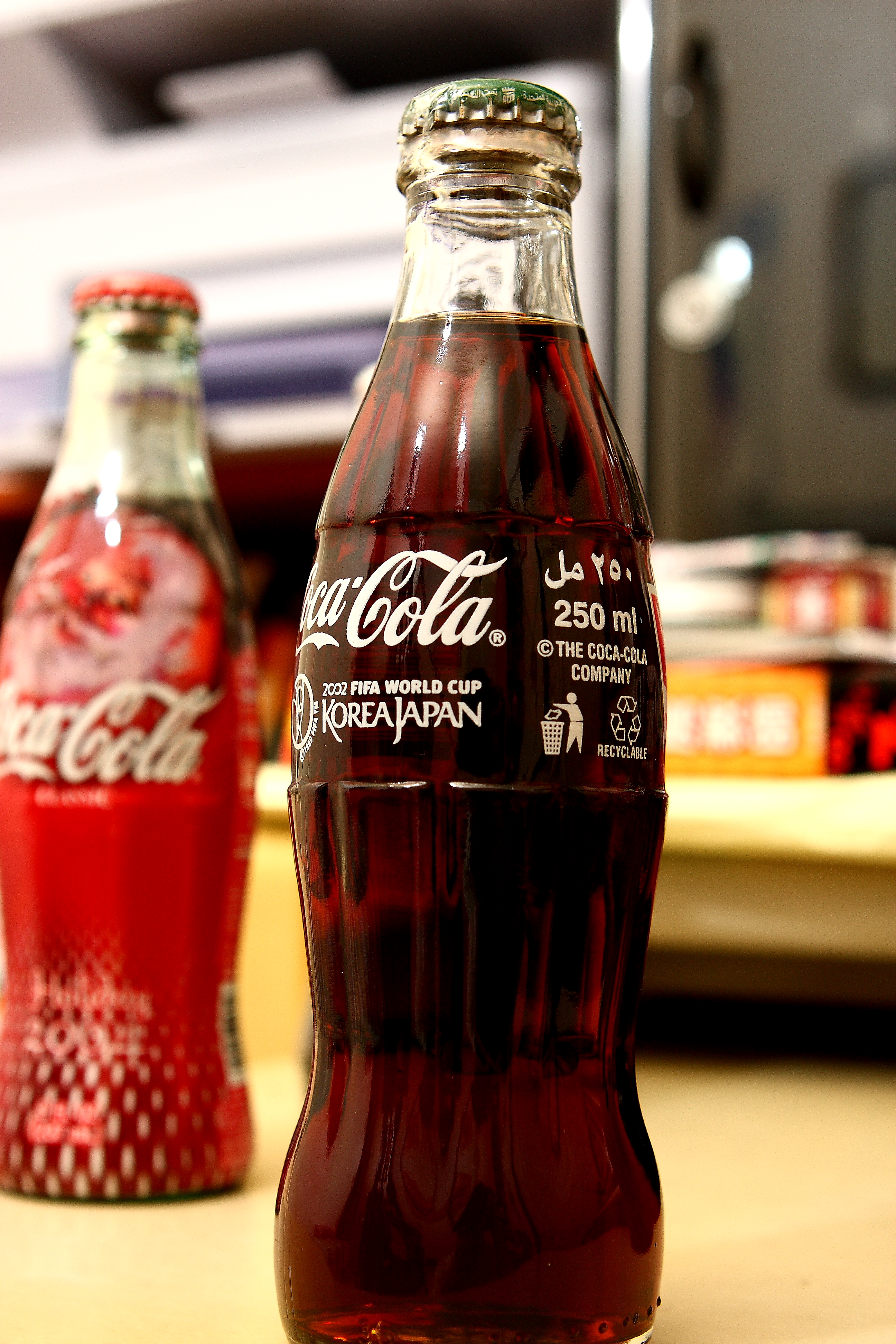
Một chai Coca-Cola quảng bá World Cup 2002 tại Hàn Quốc và Nhật Bản.

Giải vô địch bóng đá thế giới được truyền hình trực tiếp lần đầu tiên vào năm 1954 và hiện là sự kiện thể thao được xem và theo dõi rộng rãi nhất trên thế giới. Lượng người xem tích lũy của tất cả các trận đấu của World Cup 2006 ước tính là 26,29 tỷ. 715,1 triệu người đã theo dõi trận đấu cuối cùng của giải đấu này (một phần chín của toàn bộ dân số trên hành tinh). Lễ bốc thăm World Cup 2006, quyết định phân chia các đội thành các bảng, được theo dõi bởi 300 triệu người xem. Giải vô địch bóng đá thế giới thu hút nhiều nhà tài trợ như Coca-Cola, McDonald's và Adidas. Đối với các công ty này và nhiều công ty khác, việc trở thành nhà tài trợ tác động mạnh mẽ đến các thương hiệu toàn cầu của họ. Các nước chủ nhà thường có sự gia tăng doanh thu hàng triệu đô la từ sự kiện kéo dài một tháng. Cơ quan quản lý môn thể thao này, FIFA đã tạo ra doanh thu 4,8 tỷ đô la từ giải đấu năm 2014 và 6,1 tỷ đô la từ giải đấu năm 2018.
Mỗi giải vô địch bóng đá thế giới kể từ năm 1966 đều có linh vật hoặc/và logo riêng. World Cup Willie, linh vật cho cuộc thi năm 1966, là linh vật World Cup đầu tiên. World Cup có các quả bóng thi đấu chính thức được thiết kế đặc biệt cho mỗi giải đấu. Mỗi giải vô địch bóng đá thế giới cũng có một bài hát chính thức, được trình diễn bởi các nghệ sĩ từ Shakira đến Will Smith.
Thiết lập quan hệ đối tác với FIFA vào năm 1970, Panini đã xuất bản album sticker đầu tiên cho World Cup 1970. Kể từ đó, thu thập và giao dịch nhãn dán đã trở thành một phần của trải nghiệm World Cup, đặc biệt là cho thế hệ trẻ. FIFA cũng đã cấp phép các video game World Cup từ năm 1986, với Electronic Arts, công ty giữ giấy phép hiện tại.
World Cup thậm chí còn có ảnh hưởng đáng kể về mặt thống kê đối với tỷ lệ sinh, tỷ lệ giới tính nam/nữ của trẻ sơ sinh và bệnh đau tim ở các quốc gia có các đội tuyển quốc gia đang thi đấu.

## Kết quả
| #    | Năm           | Chủ nhà                                     | Vô địch                                     | Tỷ số và địa điểm                                         | Á quân                                      | Hạng ba                                     | Tỷ số và địa điểm                                   | Hạng tư                                     | Số đội                                      |
| ---- | ------------- | ------------------------------------------- | ------------------------------------------- | --------------------------------------------------------- | ------------------------------------------- | ------------------------------------------- | --------------------------------------------------- | ------------------------------------------- | ------------------------------------------- |
| 1    | 1930 Chi tiết | Uruguay                                     | · Uruguay                                   | 4–2 Sân vận động Centenario, Montevideo                   | · Argentina                                 | · Hoa Kỳ                                    | [ a ]                                               | · Nam Tư                                    | 13                                          |
| 2    | 1934 Chi tiết | Ý                                           | · Ý                                         | 2–1 (s.h.p.) Sân vận động Nazionale PNF, Roma             | · Tiệp Khắc                                 | · Đức                                       | 3–2 Sân vận động Giorgio Ascarelli, Napoli          | · Áo                                        | 16                                          |
| 3    | 1938 Chi tiết | Pháp                                        | · Ý                                         | 4–2 Sân vận động Colombes, Paris                          | · Hungary                                   | · Brasil                                    | 4–2 Parc Lescure, Bordeaux                          | · Thụy Điển                                 | 16/15                                       |
|      | 1942          | Không tổ chức vì ảnh hưởng của Thế chiến 2. | Không tổ chức vì ảnh hưởng của Thế chiến 2. | Không tổ chức vì ảnh hưởng của Thế chiến 2.               | Không tổ chức vì ảnh hưởng của Thế chiến 2. | Không tổ chức vì ảnh hưởng của Thế chiến 2. | Không tổ chức vì ảnh hưởng của Thế chiến 2.         | Không tổ chức vì ảnh hưởng của Thế chiến 2. | Không tổ chức vì ảnh hưởng của Thế chiến 2. |
| 1946 |               | Không tổ chức vì ảnh hưởng của Thế chiến 2. | Không tổ chức vì ảnh hưởng của Thế chiến 2. | Không tổ chức vì ảnh hưởng của Thế chiến 2.               | Không tổ chức vì ảnh hưởng của Thế chiến 2. | Không tổ chức vì ảnh hưởng của Thế chiến 2. | Không tổ chức vì ảnh hưởng của Thế chiến 2.         | Không tổ chức vì ảnh hưởng của Thế chiến 2. | Không tổ chức vì ảnh hưởng của Thế chiến 2. |
| 4    | 1950 Chi tiết | Brasil                                      | · Uruguay                                   | [ c ] [ note 1 ]                                          | · Brasil                                    | · Thụy Điển                                 | [ d ] [ note 2 ]                                    | · Tây Ban Nha                               | 16/13                                       |
| 5    | 1954 Chi tiết | Thụy Sĩ                                     | · Tây Đức                                   | 3–2 Sân vận động Wankdorf, Bern                           | · Hungary                                   | · Áo                                        | 3–1 Hardturm, Zürich                                | · Uruguay                                   | 16                                          |
| 6    | 1958 Chi tiết | Thụy Điển                                   | · Brasil                                    | 5–2 Sân vận động Råsunda, Solna                           | · Thụy Điển                                 | · Pháp                                      | 6–3 Ullevi, Göteborg                                | · Tây Đức                                   | 16                                          |
| 7    | 1962 Chi tiết | Chile                                       | · Brasil                                    | 3–1 Sân vận động Quốc gia, Santiago                       | · Tiệp Khắc                                 | · Chile                                     | 1–0 Sân vận động quốc gia, Santiago                 | · Nam Tư                                    | 16                                          |
| 8    | 1966 Chi tiết | Anh                                         | · Anh                                       | 4–2 (s.h.p.) Sân vận động Wembley, Luân Đôn               | · Tây Đức                                   | · Bồ Đào Nha                                | 2–1 Sân vận động Wembley, Luân Đôn                  | · Liên Xô                                   | 16                                          |
| 9    | 1970 Chi tiết | México                                      | · Brasil                                    | 4–1 Sân vận động Azteca, Thành phố México                 | · Ý                                         | · Tây Đức                                   | 1–0 Sân vận động Azteca, Thành phố México           | · Uruguay                                   | 16                                          |
| 10   | 1974 Chi tiết | Tây Đức                                     | · Tây Đức                                   | 2–1 Sân vận động Olympic, München                         | · Hà Lan                                    | · Ba Lan                                    | 1–0 Sân vận động Olympic, München                   | · Brasil                                    | 16                                          |
| 11   | 1978 Chi tiết | Argentina                                   | · Argentina                                 | 3–1 (s.h.p.) Monumental de Nuñez, Buenos Aires            | · Hà Lan                                    | · Brasil                                    | 2–1 Monumental de Nuñez, Buenos Aires               | · Ý                                         | 16                                          |
| 12   | 1982 Chi tiết | Tây Ban Nha                                 | · Ý                                         | 3–1 Santiago Bernabéu, Madrid                             | · Tây Đức                                   | · Ba Lan                                    | 3–2 Sân vận động José Rico Pérez, Alicante          | · Pháp                                      | 24                                          |
| 13   | 1986 Chi tiết | México                                      | · Argentina                                 | 3–2 Sân vận động Azteca, Thành phố México                 | · Tây Đức                                   | · Pháp                                      | 4–2 (s.h.p.) Sân vận động Cuauhtémoc, Puebla        | · Bỉ                                        | 24                                          |
| 14   | 1990 Chi tiết | Ý                                           | · Tây Đức                                   | 1–0 Sân vận động Olimpico, Roma                           | · Argentina                                 | · Ý                                         | 2–1 Sân vận động San Nicola, Bari                   | · Anh                                       | 24                                          |
| 15   | 1994 Chi tiết | Hoa Kỳ                                      | · Brasil                                    | 0–0 (s.h.p.) (3–2) (p) Rose Bowl, Pasadena                | · Ý                                         | · Thụy Điển                                 | 4–0 Rose Bowl, Pasadena                             | · Bulgaria                                  | 24                                          |
| 16   | 1998 Chi tiết | Pháp                                        | · Pháp                                      | 3–0 Stade de France, Saint-Denis                          | · Brasil                                    | · Croatia                                   | 2–1 Sân vận động Công viên các Hoàng tử, Paris      | · Hà Lan                                    | 32                                          |
| 17   | 2002 Chi tiết | Hàn Quốc · Nhật Bản                         | · Brasil                                    | 2–0 Sân vận động Quốc tế, Yokohama                        | · Đức                                       | · Thổ Nhĩ Kỳ                                | 3–2 Sân vận động Daegu, Daegu                       | · Hàn Quốc                                  | 32                                          |
| 18   | 2006 Chi tiết | Đức                                         | · Ý                                         | 1–1 (s.h.p.) (5–3) (p) Sân vận động Olympic, Berlin       | · Pháp                                      | · Đức                                       | 3–1 Sân vận động Gottlieb-Daimler, Stuttgart        | · Bồ Đào Nha                                | 32                                          |
| 19   | 2010 Chi tiết | Nam Phi                                     | · Tây Ban Nha                               | 1–0 (s.h.p.) Soccer City, Johannesburg                    | · Hà Lan                                    | · Đức                                       | 3–2 Sân vận động Nelson Mandela Bay, Port Elizabeth | · Uruguay                                   | 32                                          |
| 20   | 2014 Chi tiết | Brasil                                      | · Đức                                       | 1–0 (s.h.p.) Maracanã, Rio de Janeiro                     | · Argentina                                 | · Hà Lan                                    | 3–0 Sân vận động quốc gia, Brasília                 | · Brasil                                    | 32                                          |
| 21   | 2018 Chi tiết | Nga                                         | · Pháp                                      | 4–2 Sân vận động Luzhniki, Moskva                         | · Croatia                                   | · Bỉ                                        | 2–0 Sân vận động Krestovsky, Sankt-Peterburg        | · Anh                                       | 32                                          |
| 22   | 2022 Chi tiết | Qatar                                       | · Argentina                                 | 3–3 (s.h.p.) (4–2) (p) Sân vận động Lusail Iconic, Lusail | · Pháp                                      | · Croatia                                   | 2–1 Sân vận động Khalifa, Al Rayyan                 | · Maroc                                     | 32                                          |
| 23   | 2026 Chi tiết | Canada · Hoa Kỳ · México                    | TBD                                         | TBD                                                       | TBD                                         | TBD                                         | TBD                                                 | TBD                                         | 48                                          |

- s.h.p.: sau hiệp phụ
- p: sau loạt đá luân lưu
- TBD: chưa xác định

Ghi chú
1. ↑  Không có trận chung kết chính thức ở World Cup 1950.[99] Đội vô địch giải đấu đã được xác định thông qua vòng chung kết gồm bốn đội tranh tài (Uruguay, Brasil, Thụy Điển và Tây Ban Nha). Một trong hai trận đấu cuối cùng của giải đấu là cuộc đọ sức giữa hai đội đứng đầu (và là hai đội duy nhất có thể giành chức vô địch), trận đấu còn lại là cuộc đối đầu giữa hai đội đứng cuối. Uruguay gặp Brasil được xem là trận chung kết thực tế của World Cup 1950.
2. ↑  Không có trận tranh hạng ba chính thức ở World Cup 1950. FIFA hiện công nhận Thụy Điển là đội đứng thứ ba và Tây Ban Nha là đội đứng thứ tư, sử dụng thành tích chung cuộc của các đội tại giải đấu.
3. ↑  Chỉ có 13 đội thi đấu tại Giải vô địch bóng đá thế giới 1950.[99] Ban đầu có 16 đội tham gia vào việc bốc thăm các bảng đấu. Tuy nhiên, cả Thổ Nhĩ Kỳ và Scotland đều đã rút lui trước khi bốc thăm. Pháp (bị loại tại vòng loại) đã được mời thay thế, giải đấu được tổ chức với 15 đội. Sau khi bốc thăm, cả Ấn Độ và Pháp đều đã rút lui, vì vậy giải chỉ còn 13 đội tham dự.

Đã có 82 đội tuyển quốc gia đã tham dự ít nhất một kỳ World Cup. Trong số này, có tám đội tuyển quốc gia đã giành chức vô địch World Cup, và các đội này đã thêm ngôi sao vào biểu trưng của mình, mỗi ngôi sao đại diện cho một lần vô địch thế giới. Tuy nhiên, biểu trưng của đội tuyển quốc gia Uruguay lại xuất hiện bốn ngôi sao, trong đó hai ngôi sao tượng trưng cho hai chức vô địch thế giới vào các năm 1930 và 1950, hai ngôi sao còn lại tượng trưng cho hai tấm huy chương vàng tại Thế vận hội Mùa hè 1924 và 1928.
Với năm lần vô địch, Brasil là đội tuyển thành công nhất trong lịch sử World Cup và cũng là quốc gia duy nhất đã tham dự tất cả các kỳ World Cup (22 lần) cho đến nay. Brasil cũng là đội tuyển đầu tiên giành chức vô địch World Cup lần thứ ba (1970), thứ tư (1994) và thứ năm (2002). Ý (1934 và 1938) và Brasil (1958 và 1962) là 2 quốc gia duy nhất đã từng bảo vệ thành công ngôi vô địch. Tây Đức (1982–1990) và Brasil (1994–2002) là các quốc gia duy nhất xuất hiện trong ba trận chung kết World Cup liên tiếp. Đức đã vào được bán kết 13 lần, có 12 lần giành huy chương và là đội lọt vào chung kết nhiều nhất (8 lần).

Bản đồ các kết quả tốt nhất của các quốc gia

### Các đội tuyển từng lọt vào top bốn đội mạnh nhất
| Đội         | Vô địch                          | Á quân                     | Hạng ba                     | Hạng tư              |
| ----------- | -------------------------------- | -------------------------- | --------------------------- | -------------------- |
| Brasil      | 5 (1958, 1962, 1970, 1994, 2002) | 2 (1950*, 1998)            | 2 (1938, 1978)              | 2 (1974, 2014)       |
| Đức^        | 4 (1954, 1974*, 1990, 2014)      | 4 (1966, 1982, 1986, 2002) | 4 (1934, 1970, 2006*, 2010) | 1 (1958)             |
| Ý           | 4 (1934*, 1938, 1982, 2006)      | 2 (1970, 1994)             | 1 (1990*)                   | 1 (1978)             |
| Argentina   | 3 (1978*, 1986, 2022)            | 3 (1930, 1990, 2014)       | —                           | —                    |
| Pháp        | 2 (1998*, 2018)                  | 2 (2006, 2022)             | 2 (1958, 1986)              | 1 (1982)             |
| Uruguay     | 2 (1930*, 1950)                  | —                          | —                           | 3 (1954, 1970, 2010) |
| Anh         | 1 (1966*)                        | —                          | —                           | 2 (1990, 2018)       |
| Tây Ban Nha | 1 (2010)                         | —                          | —                           | 1 (1950)             |
| Hà Lan      | —                                | 3 (1974, 1978, 2010)       | 1 (2014)                    | 1 (1998)             |
| Tiệp Khắc#  | —                                | 2 (1934, 1962)             | —                           | —                    |
| Hungary     | —                                | 2 (1938, 1954)             | —                           | —                    |
| Thụy Điển   | —                                | 1 (1958*)                  | 2 (1950, 1994)              | 1 (1938)             |
| Croatia     | —                                | 1 (2018)                   | 2 (1998, 2022)              | —                    |
| Ba Lan      | —                                | —                          | 2 (1974, 1982)              | —                    |
| Áo          | —                                | —                          | 1 (1954)                    | 1 (1934)             |
| Bồ Đào Nha  | —                                | —                          | 1 (1966)                    | 1 (2006)             |
| Bỉ          | —                                | —                          | 1 (2018)                    | 1 (1986)             |
| Hoa Kỳ      | —                                | —                          | 1 (1930)                    | —                    |
| Chile       | —                                | —                          | 1 (1962*)                   | —                    |
| Thổ Nhĩ Kỳ  | —                                | —                          | 1 (2002)                    | —                    |
| Nam Tư#     | —                                | —                          | —                           | 2 (1930, 1962)       |
| Liên Xô#    | —                                | —                          | —                           | 1 (1966)             |
| Bulgaria    | —                                | —                          | —                           | 1 (1994)             |
| Hàn Quốc    | —                                | —                          | —                           | 1 (2002*)            |
| Maroc       | —                                | —                          | —                           | 1 (2022)             |

* = Chủ nhà ^ = Bao gồm cả thành tích của Tây Đức từ năm 1954 đến năm 1990
# = Quốc gia đã chia tách thành các quốc gia độc lập nhỏ hơn

### Thành tích tốt nhất theo từng liên đoàn

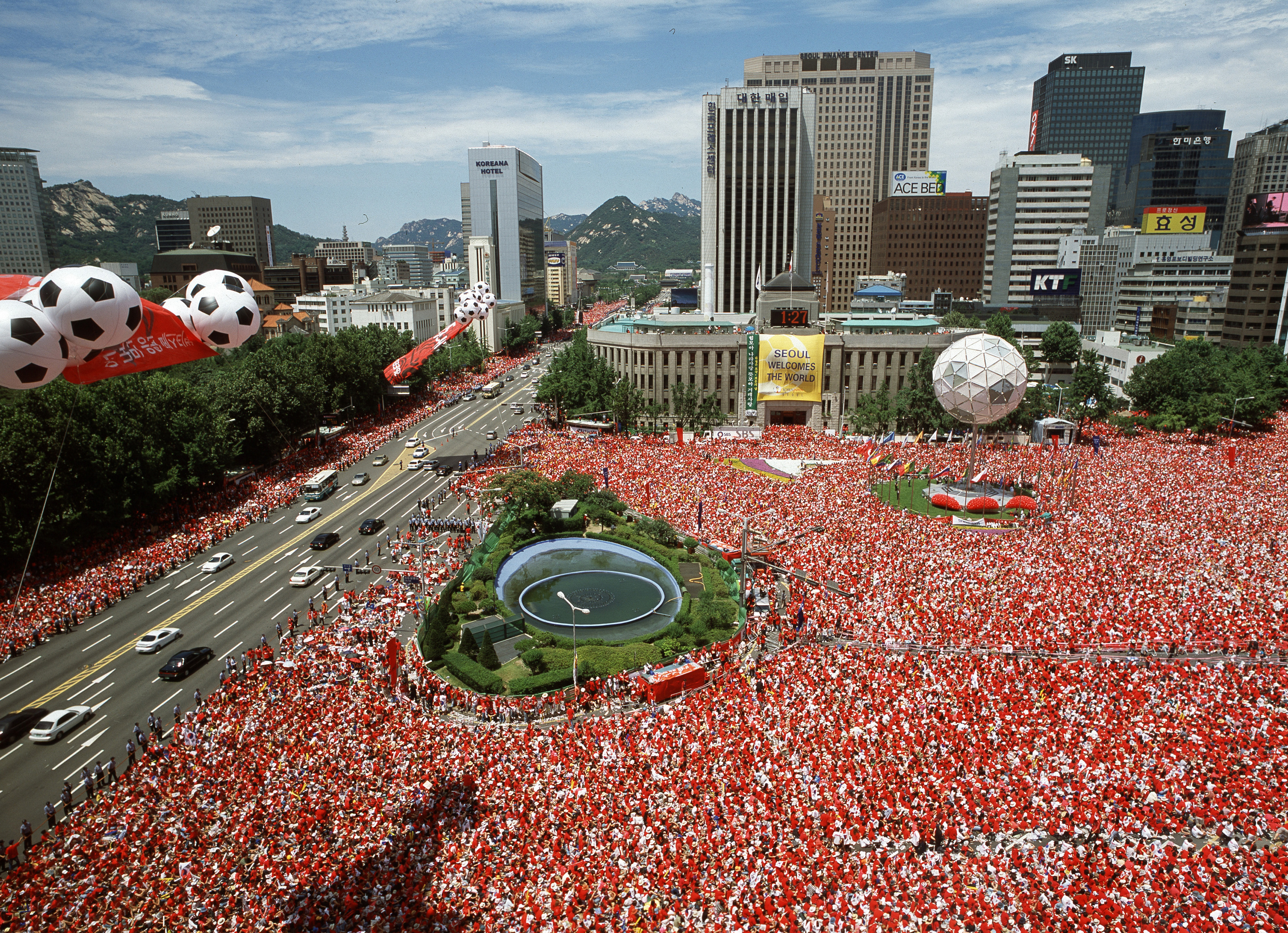
Người Hàn Quốc theo dõi đội tuyển quốc gia của họ trên màn hình lớn ở Quảng trường Seoul tại World Cup 2002 khi Hàn Quốc trở thành quốc gia châu Á đầu tiên lọt vào bán kết.

Cho đến nay, các trận chung kết Cúp bóng đá thế giới chỉ được tranh tài giữa các đội tuyển từ các liên đoàn UEFA (châu Âu) và CONMEBOL (Nam Mỹ). Các quốc gia châu Âu đã giành được 12 chức vô địch, trong khi Nam Mỹ là 10 lần. Chỉ có ba đội tuyển từ bên ngoài hai châu lục này đã từng vào được đến vòng bán kết của giải đấu: Hoa Kỳ (CONCACAF) vào năm 1930, Hàn Quốc (châu Á) vào năm 2002 và Maroc (châu Phi) vào năm 2022. Chỉ có một đội từ châu Đại Dương đã từng vượt qua vòng bảng, Úc vào năm 2006, đã giành quyền vào vòng hai.
Brasil, Argentina, Tây Ban Nha và Đức là những đội tuyển duy nhất giành được World Cup tổ chức bên ngoài liên đoàn lục địa của họ; Brasil đã giành chiến thắng ở châu Âu (1958), Bắc Mỹ (1970 và 1994) và châu Á (2002), Argentina đã giành chức vô địch tại Bắc Mỹ vào năm 1986 và châu Á vào năm 2022, trong khi Tây Ban Nha đã giành được một chức vô địch tại châu Phi vào năm 2010. Đức là đội tuyển châu Âu đầu tiên vô địch World Cup tại Nam Mỹ vào năm 2014. Chỉ có năm lần liên tiếp World Cup được chinh phục bởi các đội tuyển đến từ cùng một lục địa. Ý và Brasil đã bảo vệ thành công danh hiệu của họ vào năm 1938 và 1962, trong khi đội đăng quang tiếp theo sau Ý vào năm 2006 là Tây Ban Nha vào năm 2010, Đức vào năm 2014, Pháp vào năm 2018 và Argentina vào năm 2022.
| Liên đoàn | AFC | CAF | CONCACAF | CONMEBOL | OFC | UEFA | Tổng số |
| --------- | --- | --- | -------- | -------- | --- | ---- | ------- |
| Số đội    | 37  | 44  | 42       | 85       | 4   | 245  | 457     |
| Tốp 16    | 6   | 9   | 14       | 35       | 1   | 91   | 156     |
| Tốp 8     | 2   | 3   | 5        | 34       | 0   | 100  | 144     |
| Tốp 4     | 1   | 1   | 1        | 22       | 0   | 60   | 84      |
| Tốp 2     | 0   | 0   | 0        | 14       | 0   | 28   | 42      |
| Hạng 1    | 0   | 0   |          | 10       | 0   | 12   | 22      |
| Hạng 2    | 0   | 0   |          | 5        | 0   | 17   | 22      |
| Hạng 3    | 0   | 0   | 1        | 3        | 0   | 17   | 22      |
| Hạng 4    | 1   | 1   | 0        | 5        | 0   | 15   | 22      |

## Thành tích chi tiết từng đội tại các kỳ World Cup
Ghi chú
| 1st | Vô địch |
| 2nd | Á quân |
| 3rd | Hạng ba |
| 4th | Hạng tư |
| QF  | Tứ kết (1934–1938, 1954–1970 và 1986–nay: vòng loại trực tiếp 8 đội)                                                                                       |
| R3  | Vòng 3 (2026–nay: vòng loại trực tiếp 16 đội) |
| R2  | Vòng 2 (1974–1978: vòng bảng thứ hai, top 8; 1982: vòng bảng thứ hai, top 12; 1986–2022: vòng loại trực tiếp 16 đội; 2026–nay: vòng loại trực tiếp 32 đội) |
| R1  | Vòng 1 (1930, 1950–1970 và 1986–nay: vòng bảng; 1934–1938: vòng loại trực tiếp 16 đội; 1974–1982: vòng bảng thứ nhất)                                      |

| Q   | Vượt qua vòng loại của giải đấu sắp tới                          |
| TBD | Chưa xác định (vẫn có thể đủ điều kiện tham dự giải đấu sắp tới) |
| ••  | Vượt qua vòng loại nhưng rút lui                                 |
| •   | Không vượt qua vòng loại                                         |
| •×  | Rút lui hoặc bị loại khi đang tham dự vòng loại                  |
| ×   | Rút lui trước vòng loại / Bị cấm / Không được FIFA chấp nhận     |
|     | Chủ nhà                                                          |
|     | Không tham dự                                                    |
| —   | Không phải là thành viên FIFA                                    |

| Giải đấu (Các) nước chủ nhà (Số đội tham dự) Đội tuyển | 1930 (13)                                | 1934 (16)                                | 1938 (15)                                | 1950 (13)                                | 1954 (16)                                | 1958 (16)                                | 1962 (16)                                | 1966 (16)                                | 1970 (16)                                | 1974 (16)                                | 1978 (16)                                | 1982 (24)                                | 1986 (24)                                | 1990 (24)                                | 1994 (24)                                             | 1998 (32)                                             | 2002 (32)                                             | 2006 (32)                                             | 2010 (32)                                             | 2014 (32)                                             | 2018 (32)                                             | 2022 (32)                                             | 2026 (48)                                             | 2030 (48)                                             | 2034 (48)                                             | Số lần tham dự |
| ------------------------------------------------------ | ---------------------------------------- | ---------------------------------------- | ---------------------------------------- | ---------------------------------------- | ---------------------------------------- | ---------------------------------------- | ---------------------------------------- | ---------------------------------------- | ---------------------------------------- | ---------------------------------------- | ---------------------------------------- | ---------------------------------------- | ---------------------------------------- | ---------------------------------------- | ----------------------------------------------------- | ----------------------------------------------------- | ----------------------------------------------------- | ----------------------------------------------------- | ----------------------------------------------------- | ----------------------------------------------------- | ----------------------------------------------------- | ----------------------------------------------------- | ----------------------------------------------------- | ----------------------------------------------------- | ----------------------------------------------------- | -------------- |
| Algérie                                                | Không tham dự, là thuộc địa của Pháp     | Không tham dự, là thuộc địa của Pháp     | Không tham dự, là thuộc địa của Pháp     | Không tham dự, là thuộc địa của Pháp     | Không tham dự, là thuộc địa của Pháp     | Không tham dự, là thuộc địa của Pháp     | Không tham dự, là thuộc địa của Pháp     | ×                                        | •                                        | •                                        | •                                        | R1 13th                                  | R1 22nd                                  | •                                        | •                                                     | •                                                     | •                                                     | •                                                     | R1 28th                                               | R2 14th                                               | •                                                     | •                                                     | TBD                                                   | TBD                                                   | TBD                                                   | 4              |
| Angola                                                 | —                                        | —                                        | —                                        | —                                        | —                                        | —                                        | —                                        | —                                        | —                                        | —                                        | —                                        |                                          | •                                        | •                                        | •                                                     | •                                                     | •                                                     | R1 23rd                                               | •                                                     | •                                                     | •                                                     | •                                                     | TBD                                                   | TBD                                                   | TBD                                                   | 1              |
| Argentina                                              | 2nd                                      | R1 T-9th                                 | ×                                        | ×                                        |                                          | R1 13th                                  | R1 10th                                  | QF 5th                                   | •                                        | R2 8th                                   | 1st                                      | R2 11th                                  | 1st                                      | 2nd                                      | R2 10th                                               | QF 6th                                                | R1 18th                                               | QF 6th                                                | QF 5th                                                | 2nd                                                   | R2 16th                                               | 1st                                                   | Q                                                     | Q                                                     | TBD                                                   | 20             |
| Úc                                                     | —                                        | —                                        | —                                        | —                                        | —                                        | —                                        | —                                        | •                                        | •                                        | R1 14th                                  | •                                        | •                                        | •                                        | •                                        | •                                                     | •                                                     | •                                                     | R2 16th                                               | R1 21st                                               | R1 30th                                               | R1 30th                                               | R2 11th                                               | Q                                                     | TBD                                                   | TBD                                                   | 7              |
| Áo                                                     |                                          | 4th                                      | ••                                       | ×                                        | 3rd                                      | R1 15th                                  |                                          | •                                        | •                                        | •                                        | R2 7th                                   | R2 8th                                   | •                                        | R1 T-18th                                | •                                                     | R1 23rd                                               | •                                                     | •                                                     | •                                                     | •                                                     | •                                                     | •                                                     | TBD                                                   | TBD                                                   | TBD                                                   | 7              |
| Bỉ                                                     | R1 11th                                  | R1 15th                                  | R1 13th                                  | ×                                        | R1 12th                                  | •                                        | •                                        | •                                        | R1 T-10th                                | •                                        | •                                        | R2 10th                                  | 4th                                      | R2 11th                                  | R2 11th                                               | R1 19th                                               | R2 14th                                               | •                                                     | •                                                     | QF 6th                                                | 3rd                                                   | R1 23rd                                               | TBD                                                   | TBD                                                   | TBD                                                   | 14             |
| Bolivia                                                | R1 12th                                  |                                          |                                          | R1 13th                                  | ×                                        | •                                        | •                                        | •                                        | •                                        | •                                        | •                                        | •                                        | •                                        | •                                        | R1 21st                                               | •                                                     | •                                                     | •                                                     | •                                                     | •                                                     | •                                                     | •                                                     | TBD                                                   | TBD                                                   | TBD                                                   | 3              |
| Bosna và Hercegovina                                   | Không tham dự, là một phần của Nam Tư    | Không tham dự, là một phần của Nam Tư    | Không tham dự, là một phần của Nam Tư    | Không tham dự, là một phần của Nam Tư    | Không tham dự, là một phần của Nam Tư    | Không tham dự, là một phần của Nam Tư    | Không tham dự, là một phần của Nam Tư    | Không tham dự, là một phần của Nam Tư    | Không tham dự, là một phần của Nam Tư    | Không tham dự, là một phần của Nam Tư    | Không tham dự, là một phần của Nam Tư    | Không tham dự, là một phần của Nam Tư    | Không tham dự, là một phần của Nam Tư    | Không tham dự, là một phần của Nam Tư    | —                                                     | •                                                     | •                                                     | •                                                     | •                                                     | R1 20th                                               | •                                                     | •                                                     | TBD                                                   | TBD                                                   | TBD                                                   | 1              |
| Brasil                                                 | R1 6th                                   | R1 14th                                  | 3rd                                      | 2nd                                      | QF 5th                                   | 1st                                      | 1st                                      | R1 11th                                  | 1st                                      | 4th                                      | 3rd                                      | R2 5th                                   | QF 5th                                   | R2 9th                                   | 1st                                                   | 2nd                                                   | 1st                                                   | QF 5th                                                | QF 6th                                                | 4th                                                   | QF 6th                                                | QF 7th                                                | Q                                                     | TBD                                                   | TBD                                                   | 23             |
| Bulgaria                                               |                                          | •×                                       | •                                        |                                          | •                                        | •                                        | R1 15th                                  | R1 15th                                  | R1 13th                                  | R1 12th                                  | •                                        | •                                        | R2 15th                                  | •                                        | 4th                                                   | R1 29th                                               | •                                                     | •                                                     | •                                                     | •                                                     | •                                                     | •                                                     | TBD                                                   | TBD                                                   | TBD                                                   | 7              |
| Cameroon                                               | —                                        | —                                        | —                                        | —                                        | —                                        | —                                        | —                                        | ×                                        | •                                        | •                                        | •                                        | R1 17th                                  | •                                        | QF 7th                                   | R1 22nd                                               | R1 25th                                               | R1 20th                                               | •                                                     | R1 31st                                               | R1 32nd                                               | •                                                     | R1 19th                                               | TBD                                                   | TBD                                                   | TBD                                                   | 8              |
| Canada                                                 |                                          |                                          |                                          |                                          |                                          | •                                        | ×                                        |                                          | •                                        | •                                        | •                                        | •                                        | R1 24th                                  | •                                        | •                                                     | •                                                     | •                                                     | •                                                     | •                                                     | •                                                     | •                                                     | R1 31st                                               | Q                                                     | TBD                                                   | TBD                                                   | 3              |
| Chile                                                  | R1 5th                                   | ×                                        |                                          | R1 9th                                   | •                                        | •                                        | 3rd                                      | R1 T-13th                                | •                                        | R1 11th                                  | •                                        | R1 22nd                                  | •                                        | •                                        | ×                                                     | R2 16th                                               | •                                                     | •                                                     | R2 10th                                               | R2 9th                                                | •                                                     | •                                                     | •                                                     | TBD                                                   | TBD                                                   | 9              |
| Trung Quốc                                             | —                                        |                                          |                                          |                                          |                                          | •                                        |                                          |                                          |                                          |                                          |                                          | •                                        | •                                        | •                                        | •                                                     | •                                                     | R1 31st                                               | •                                                     | •                                                     | •                                                     | •                                                     | •                                                     | •                                                     | TBD                                                   | TBD                                                   | 1              |
| Colombia                                               | —                                        | —                                        | ×                                        |                                          |                                          | •                                        | R1 14th                                  | •                                        | •                                        | •                                        | •                                        | •                                        | •                                        | R2 14th                                  | R1 19th                                               | R1 21st                                               | •                                                     | •                                                     | •                                                     | QF 5th                                                | R2 9th                                                | •                                                     | TBD                                                   | TBD                                                   | TBD                                                   | 6              |
| CHDC Congo                                             | —                                        | —                                        | —                                        | —                                        | —                                        | —                                        | —                                        |                                          | ×                                        | R1 16th                                  | ×                                        | •                                        | •                                        | •                                        | •                                                     | •                                                     | •                                                     | •                                                     | •                                                     | •                                                     | •                                                     | •                                                     | TBD                                                   | TBD                                                   | TBD                                                   | 1              |
| Costa Rica                                             |                                          |                                          | ×                                        |                                          | ×                                        | •                                        | •                                        | •                                        | •                                        | •                                        | •                                        | •                                        | •                                        | R2 13th                                  | •                                                     | •                                                     | R1 19th                                               | R1 31st                                               | •                                                     | QF 8th                                                | R1 29th                                               | R1 27th                                               | TBD                                                   | TBD                                                   | TBD                                                   | 6              |
| Croatia                                                | Không tham dự, là một phần của Nam Tư    | Không tham dự, là một phần của Nam Tư    | Không tham dự, là một phần của Nam Tư    | Không tham dự, là một phần của Nam Tư    | Không tham dự, là một phần của Nam Tư    | Không tham dự, là một phần của Nam Tư    | Không tham dự, là một phần của Nam Tư    | Không tham dự, là một phần của Nam Tư    | Không tham dự, là một phần của Nam Tư    | Không tham dự, là một phần của Nam Tư    | Không tham dự, là một phần của Nam Tư    | Không tham dự, là một phần của Nam Tư    | Không tham dự, là một phần của Nam Tư    | Không tham dự, là một phần của Nam Tư    | —                                                     | 3rd                                                   | R1 23rd                                               | R1 22nd                                               | •                                                     | R1 19th                                               | 2nd                                                   | 3rd                                                   | TBD                                                   | TBD                                                   | TBD                                                   | 6              |
| Cuba                                                   | —                                        | •                                        | QF 8th                                   | •                                        | ×                                        |                                          |                                          | •                                        | ×                                        |                                          | •                                        | •                                        |                                          | •                                        | ×                                                     | •                                                     | •                                                     | •                                                     | •                                                     | •                                                     | •                                                     | •                                                     | •                                                     | TBD                                                   | TBD                                                   | 1              |
| Séc                                                    |                                          | 2nd                                      | QF 5th                                   |                                          | R1 14th                                  | R1 9th                                   | 2nd                                      | •                                        | R1 15th                                  | •                                        | •                                        | R1 19th                                  | •                                        | QF 6th                                   | •                                                     | •                                                     | •                                                     | R1 20th                                               | •                                                     | •                                                     | •                                                     | •                                                     | TBD                                                   | TBD                                                   | TBD                                                   | 9              |
| Đan Mạch                                               |                                          |                                          |                                          |                                          |                                          | •                                        |                                          | •                                        | •                                        | •                                        | •                                        | •                                        | R2 9th                                   | •                                        | •                                                     | QF 8th                                                | R2 10th                                               | •                                                     | R1 24th                                               | •                                                     | R2 11th                                               | R1 28th                                               | TBD                                                   | TBD                                                   | TBD                                                   | 6              |
| Đông Đức                                               | Không tham dự, là một phần của Đức       | Không tham dự, là một phần của Đức       | Không tham dự, là một phần của Đức       | —                                        |                                          | •                                        | •                                        | •                                        | •                                        | R2 6th                                   | •                                        | •                                        | •                                        | •                                        | Đã sáp nhập với Tây Đức thành một nước Đức thống nhất | Đã sáp nhập với Tây Đức thành một nước Đức thống nhất | Đã sáp nhập với Tây Đức thành một nước Đức thống nhất | Đã sáp nhập với Tây Đức thành một nước Đức thống nhất | Đã sáp nhập với Tây Đức thành một nước Đức thống nhất | Đã sáp nhập với Tây Đức thành một nước Đức thống nhất | Đã sáp nhập với Tây Đức thành một nước Đức thống nhất | Đã sáp nhập với Tây Đức thành một nước Đức thống nhất | Đã sáp nhập với Tây Đức thành một nước Đức thống nhất | Đã sáp nhập với Tây Đức thành một nước Đức thống nhất | Đã sáp nhập với Tây Đức thành một nước Đức thống nhất | 1              |
| Ecuador                                                |                                          |                                          |                                          | ×                                        |                                          |                                          | •                                        | •                                        | •                                        | •                                        | •                                        | •                                        | •                                        | •                                        | •                                                     | •                                                     | R1 24th                                               | R2 12th                                               | •                                                     | R1 17th                                               | •                                                     | R1 18th                                               | Q                                                     | TBD                                                   | TBD                                                   | 5              |
| Ai Cập                                                 | ••                                       | R1 13th                                  | ×                                        |                                          | •                                        | ×                                        | ×                                        | ×                                        |                                          | •                                        | •                                        | •                                        | •                                        | R1 20th                                  | •                                                     | •                                                     | •                                                     | •                                                     | •                                                     | •                                                     | R1 31st                                               | •                                                     | TBD                                                   | TBD                                                   | TBD                                                   | 3              |
| Đội tuyển                                              | 1930 (13)                                | 1934 (16)                                | 1938 (15)                                | 1950 (13)                                | 1954 (16)                                | 1958 (16)                                | 1962 (16)                                | 1966 (16)                                | 1970 (16)                                | 1974 (16)                                | 1978 (16)                                | 1982 (24)                                | 1986 (24)                                | 1990 (24)                                | 1994 (24)                                             | 1998 (32)                                             | 2002 (32)                                             | 2006 (32)                                             | 2010 (32)                                             | 2014 (32)                                             | 2018 (32)                                             | 2022 (32)                                             | 2026 (48)                                             | 2030 (48)                                             | 2034 (48)                                             | Số lần tham dự |
| El Salvador                                            | —                                        | —                                        | ×                                        |                                          |                                          |                                          |                                          |                                          | R1 16th                                  | •                                        | •                                        | R1 24th                                  | •                                        | •                                        | •                                                     | •                                                     | •                                                     | •                                                     | •                                                     | •                                                     | •                                                     | •                                                     | TBD                                                   | TBD                                                   | TBD                                                   | 2              |
| Anh                                                    | —                                        | —                                        | —                                        | R1 8th                                   | QF 6th                                   | R1 11th                                  | QF 8th                                   | 1st                                      | QF 8th                                   | •                                        | •                                        | R2 6th                                   | QF 8th                                   | 4th                                      | •                                                     | R2 9th                                                | QF 6th                                                | QF 7th                                                | R2 13th                                               | R1 26th                                               | 4th                                                   | QF 6th                                                | TBD                                                   | TBD                                                   | TBD                                                   | 16             |
| Pháp                                                   | R1 7th                                   | R1 T-9th                                 | QF 6th                                   | •                                        | R1 11th                                  | 3rd                                      | •                                        | R1 T-13th                                | •                                        | •                                        | R1 12th                                  | 4th                                      | 3rd                                      | •                                        | •                                                     | 1st                                                   | R1 28th                                               | 2nd                                                   | R1 29th                                               | QF 7th                                                | 1st                                                   | 2nd                                                   | TBD                                                   | TBD                                                   | TBD                                                   | 16             |
| Đức                                                    |                                          | 3rd                                      | R1 10th                                  |                                          | 1st                                      | 4th                                      | QF 7th                                   | 2nd                                      | 3rd                                      | 1st                                      | R2 6th                                   | 2nd                                      | 2nd                                      | 1st                                      | QF 5th                                                | QF 7th                                                | 2nd                                                   | 3rd                                                   | 3rd                                                   | 1st                                                   | R1 22nd                                               | R1 17th                                               | TBD                                                   | TBD                                                   | TBD                                                   | 20             |
| Ghana                                                  | —                                        | —                                        | —                                        | —                                        | —                                        | —                                        | •                                        | ×                                        | •                                        | •                                        | •                                        | ×                                        | •                                        | •                                        | •                                                     | •                                                     | •                                                     | R2 13th                                               | QF 7th                                                | R1 25th                                               | •                                                     | R1 24th                                               | TBD                                                   | TBD                                                   | TBD                                                   | 4              |
| Hy Lạp                                                 |                                          | •×                                       | •                                        |                                          | •                                        | •                                        | •                                        | •                                        | •                                        | •                                        | •                                        | •                                        | •                                        | •                                        | R1 24th                                               | •                                                     | •                                                     | •                                                     | R1 25th                                               | R2 13th                                               | •                                                     | •                                                     | TBD                                                   | TBD                                                   | TBD                                                   | 3              |
| Haiti                                                  | —                                        | •                                        |                                          |                                          | •                                        |                                          |                                          |                                          | •                                        | R1 15th                                  | •                                        | •                                        | •                                        |                                          | •                                                     | •                                                     | •                                                     | •                                                     | •                                                     | •                                                     | •                                                     | •                                                     | TBD                                                   | TBD                                                   | TBD                                                   | 1              |
| Honduras                                               | —                                        | —                                        | —                                        | —                                        |                                          |                                          | •                                        | •                                        | •                                        | •                                        | ×                                        | R1 18th                                  | •                                        | •                                        | •                                                     | •                                                     | •                                                     | •                                                     | R1 30th                                               | R1 31st                                               | •                                                     | •                                                     | TBD                                                   | TBD                                                   | TBD                                                   | 3              |
| Hungary                                                |                                          | QF 6th                                   | 2nd                                      |                                          | 2nd                                      | R1 10th                                  | QF 5th                                   | QF 6th                                   | •                                        | •                                        | R1 15th                                  | R1 14th                                  | R1 18th                                  | •                                        | •                                                     | •                                                     | •                                                     | •                                                     | •                                                     | •                                                     | •                                                     | •                                                     | TBD                                                   | TBD                                                   | TBD                                                   | 9              |
| Iceland                                                | —                                        | —                                        | —                                        | —                                        | ×                                        | •                                        |                                          |                                          |                                          | •                                        | •                                        | •                                        | •                                        | •                                        | •                                                     | •                                                     | •                                                     | •                                                     | •                                                     | •                                                     | R1 28th                                               | •                                                     | TBD                                                   | TBD                                                   | TBD                                                   | 1              |
| Indonesia                                              |                                          |                                          | R1 15th                                  | ×                                        |                                          | •×                                       | ×                                        |                                          |                                          | •                                        | •                                        | •                                        | •                                        | •                                        | •                                                     | •                                                     | •                                                     | •                                                     | •                                                     | •                                                     | ×                                                     | •                                                     | TBD                                                   | TBD                                                   | TBD                                                   | 1              |
| Iran                                                   | —                                        | —                                        | —                                        |                                          |                                          |                                          |                                          |                                          |                                          | •                                        | R1 14th                                  | ×                                        | ×                                        | •                                        | •                                                     | R1 20th                                               | •                                                     | R1 T-25th                                             | •                                                     | R1 28th                                               | R1 18th                                               | R1 26th                                               | Q                                                     | TBD                                                   | TBD                                                   | 7              |
| Iraq                                                   | —                                        | —                                        | —                                        | —                                        |                                          |                                          |                                          |                                          |                                          | •                                        | ×                                        | •                                        | R1 23rd                                  | •                                        | •                                                     | •                                                     | •                                                     | •                                                     | •                                                     | •                                                     | •                                                     | •                                                     | TBD                                                   | TBD                                                   | TBD                                                   | 1              |
| Israel                                                 |                                          | •                                        | •                                        | •                                        | •                                        | •                                        | •                                        | •                                        | R1 12th                                  | •                                        | •                                        | •                                        | •                                        | •                                        | •                                                     | •                                                     | •                                                     | •                                                     | •                                                     | •                                                     | •                                                     | •                                                     | TBD                                                   | TBD                                                   | TBD                                                   | 1              |
| Ý                                                      |                                          | 1st                                      | 1st                                      | R1 7th                                   | R1 10th                                  | •                                        | R1 9th                                   | R1 9th                                   | 2nd                                      | R1 10th                                  | 4th                                      | 1st                                      | R2 12th                                  | 3rd                                      | 2nd                                                   | QF 5th                                                | R2 15th                                               | 1st                                                   | R1 26th                                               | R1 22nd                                               | •                                                     | •                                                     | TBD                                                   | TBD                                                   | TBD                                                   | 18             |
| Bờ Biển Ngà                                            | —                                        | —                                        | —                                        | —                                        | —                                        | —                                        | —                                        |                                          |                                          | •                                        | •                                        |                                          | •                                        | •                                        | •                                                     | •                                                     | •                                                     | R1 19th                                               | R1 17th                                               | R1 21st                                               | •                                                     | •                                                     | TBD                                                   | TBD                                                   | TBD                                                   | 3              |
| Jamaica                                                | —                                        | —                                        | —                                        | —                                        | —                                        | —                                        | —                                        | •                                        | •                                        | ×                                        | •                                        | •                                        | ×                                        | •                                        | •                                                     | R1 22nd                                               | •                                                     | •                                                     | •                                                     | •                                                     | •                                                     | •                                                     | TBD                                                   | TBD                                                   | TBD                                                   | 1              |
| Nhật Bản                                               | ••                                       |                                          | ×                                        |                                          | •                                        |                                          | •                                        |                                          | •                                        | •                                        | •                                        | •                                        | •                                        | •                                        | •                                                     | R1 31st                                               | R2 9th                                                | R1 T-28th                                             | R2 9th                                                | R1 29th                                               | R2 15th                                               | R2 9th                                                | Q                                                     | TBD                                                   | TBD                                                   | 8              |
| Jordan                                                 | —                                        | —                                        | —                                        | —                                        | —                                        |                                          |                                          |                                          |                                          |                                          |                                          |                                          | •                                        | •                                        | •                                                     | •                                                     | •                                                     | •                                                     | •                                                     | •                                                     | •                                                     | •                                                     | Q                                                     | TBD                                                   | TBD                                                   | 1              |
| Kuwait                                                 | —                                        | —                                        | —                                        | —                                        | —                                        | —                                        | —                                        |                                          |                                          | •                                        | •                                        | R1 21st                                  | •                                        | •                                        | •                                                     | •                                                     | •                                                     | •                                                     | •                                                     | •                                                     | •×                                                    | •                                                     | •                                                     | TBD                                                   | TBD                                                   | 1              |
| México                                                 | R1 13th                                  | •                                        | ×                                        | R1 12th                                  | R1 13th                                  | R1 16th                                  | R1 11th                                  | R1 12th                                  | QF 6th                                   | •                                        | R1 16th                                  | •                                        | QF 6th                                   | ×                                        | R2 13th                                               | R2 13th                                               | R2 11th                                               | R2 15th                                               | R2 14th                                               | R2 10th                                               | R2 12th                                               | R1 22nd                                               | Q                                                     | TBD                                                   | TBD                                                   | 18             |
| Maroc                                                  | —                                        | —                                        | —                                        | —                                        | —                                        | —                                        | •                                        | ×                                        | R1 14th                                  | •                                        | •                                        | •                                        | R2 11th                                  | •                                        | R1 23rd                                               | R1 18th                                               | •                                                     | •                                                     | •                                                     | •                                                     | R1 27th                                               | 4th                                                   | TBD                                                   | Q                                                     | TBD                                                   | 7              |
| Hà Lan                                                 |                                          | R1 T-9th                                 | R1 14th                                  |                                          |                                          | •                                        | •                                        | •                                        | •                                        | 2nd                                      | 2nd                                      | •                                        | •                                        | R2 15th                                  | QF 7th                                                | 4th                                                   | •                                                     | R2 11th                                               | 2nd                                                   | 3rd                                                   | •                                                     | QF 5th                                                | TBD                                                   | TBD                                                   | TBD                                                   | 11             |
| New Zealand                                            | —                                        | —                                        | —                                        |                                          |                                          |                                          |                                          |                                          | •                                        | •                                        | •                                        | R1 23rd                                  | •                                        | •                                        | •                                                     | •                                                     | •                                                     | •                                                     | R1 22nd                                               | •                                                     | •                                                     | •                                                     | Q                                                     | TBD                                                   | TBD                                                   | 3              |
| Nigeria                                                | —                                        | —                                        | —                                        | —                                        | —                                        | —                                        | •                                        | ×                                        | •                                        | •                                        | •                                        | •                                        | •                                        | •                                        | R2 9th                                                | R2 12th                                               | R1 27th                                               | •                                                     | R1 27th                                               | R2 16th                                               | R1 21st                                               | •                                                     | TBD                                                   | TBD                                                   | TBD                                                   | 6              |
| CHDCND Triều Tiên                                      | —                                        | —                                        | —                                        | —                                        | —                                        | —                                        |                                          | QF 8th                                   | ×                                        | •                                        | ×                                        | •                                        | •                                        | •                                        | •                                                     |                                                       |                                                       | •                                                     | R1 32nd                                               | •                                                     | •                                                     | •×                                                    | •                                                     | TBD                                                   | TBD                                                   | 2              |
| Bắc Ireland                                            | —                                        | —                                        | —                                        | •                                        | •                                        | QF 8th                                   | •                                        | •                                        | •                                        | •                                        | •                                        | R2 9th                                   | R1 21st                                  | •                                        | •                                                     | •                                                     | •                                                     | •                                                     | •                                                     | •                                                     | •                                                     | •                                                     | TBD                                                   | TBD                                                   | TBD                                                   | 3              |
| Na Uy                                                  |                                          |                                          | R1 12th                                  |                                          | •                                        | •                                        | •                                        | •                                        | •                                        | •                                        | •                                        | •                                        | •                                        | •                                        | R1 17th                                               | R2 15th                                               | •                                                     | •                                                     | •                                                     | •                                                     | •                                                     | •                                                     | TBD                                                   | TBD                                                   | TBD                                                   | 3              |
| Đội tuyển                                              | 1930 (13)                                | 1934 (16)                                | 1938 (15)                                | 1950 (13)                                | 1954 (16)                                | 1958 (16)                                | 1962 (16)                                | 1966 (16)                                | 1970 (16)                                | 1974 (16)                                | 1978 (16)                                | 1982 (24)                                | 1986 (24)                                | 1990 (24)                                | 1994 (24)                                             | 1998 (32)                                             | 2002 (32)                                             | 2006 (32)                                             | 2010 (32)                                             | 2014 (32)                                             | 2018 (32)                                             | 2022 (32)                                             | 2026 (48)                                             | 2030 (48)                                             | 2034 (48)                                             | Số lần tham dự |
| Panamá                                                 | —                                        | —                                        |                                          |                                          |                                          |                                          |                                          |                                          |                                          |                                          | •                                        | •                                        | •                                        | •                                        | •                                                     | •                                                     | •                                                     | •                                                     | •                                                     | •                                                     | R1 32nd                                               | •                                                     | TBD                                                   | TBD                                                   | TBD                                                   | 1              |
| Paraguay                                               | R1 9th                                   |                                          |                                          | R1 11th                                  | •                                        | R1 12th                                  | •                                        | •                                        | •                                        | •                                        | •                                        | •                                        | R2 13th                                  | •                                        | •                                                     | R2 14th                                               | R2 16th                                               | R1 18th                                               | QF 8th                                                | •                                                     | •                                                     | •                                                     | TBD                                                   | Q                                                     | TBD                                                   | 9              |
| Perú                                                   | R1 10th                                  | ×                                        |                                          | ×                                        | ×                                        | •                                        | •                                        | •                                        | QF 7th                                   | •                                        | R2 8th                                   | R1 20th                                  | •                                        | •                                        | •                                                     | •                                                     | •                                                     | •                                                     | •                                                     | •                                                     | R1 20th                                               | •                                                     | TBD                                                   | TBD                                                   | TBD                                                   | 5              |
| Ba Lan                                                 |                                          | •×                                       | R1 11th                                  |                                          | ×                                        | •                                        | •                                        | •                                        | •                                        | 3rd                                      | R2 5th                                   | 3rd                                      | R2 14th                                  | •                                        | •                                                     | •                                                     | R1 25th                                               | R1 21st                                               | •                                                     | •                                                     | R1 25th                                               | R2 15th                                               | TBD                                                   | TBD                                                   | TBD                                                   | 9              |
| Bồ Đào Nha                                             |                                          | •                                        | •                                        | •                                        | •                                        | •                                        | •                                        | 3rd                                      | •                                        | •                                        | •                                        | •                                        | R1 17th                                  | •                                        | •                                                     | •                                                     | R1 21st                                               | 4th                                                   | R2 11th                                               | R1 18th                                               | R2 13th                                               | QF 8th                                                | TBD                                                   | Q                                                     | TBD                                                   | 9              |
| Qatar                                                  | —                                        | —                                        | —                                        | —                                        | —                                        | —                                        | —                                        |                                          |                                          | ×                                        | •                                        | •                                        | •                                        | •                                        | •                                                     | •                                                     | •                                                     | •                                                     | •                                                     | •                                                     | •                                                     | R1 32nd                                               | TBD                                                   | TBD                                                   | TBD                                                   | 1              |
| Cộng hòa Ireland                                       |                                          | •                                        | •                                        | •                                        | •                                        | •                                        | •                                        | •                                        | •                                        | •                                        | •                                        | •                                        | •                                        | QF 8th                                   | R2 16th                                               | •                                                     | R2 12th                                               | •                                                     | •                                                     | •                                                     | •                                                     | •                                                     | TBD                                                   | TBD                                                   | TBD                                                   | 3              |
| România                                                | R1 8th                                   | R1 12th                                  | R1 9th                                   |                                          | •                                        | •                                        | •                                        | •                                        | R1 T-10th                                | •                                        | •                                        | •                                        | •                                        | R2 12th                                  | QF 6th                                                | R2 11th                                               | •                                                     | •                                                     | •                                                     | •                                                     | •                                                     | •                                                     | TBD                                                   | TBD                                                   | TBD                                                   | 7              |
| Nga                                                    |                                          |                                          |                                          |                                          |                                          | QF 7th                                   | QF 6th                                   | 4th                                      | QF 5th                                   | •×                                       | •                                        | R2 7th                                   | R2 10th                                  | R1 17th                                  | R1 18th                                               | •                                                     | R1 22nd                                               | •                                                     | •                                                     | R1 24th                                               | QF 8th                                                | •×                                                    | ×                                                     | TBD                                                   | TBD                                                   | 11             |
| Ả Rập Xê Út                                            | —                                        | —                                        | —                                        | —                                        | —                                        |                                          |                                          |                                          |                                          |                                          | •                                        | •                                        | •                                        | •                                        | R2 12th                                               | R1 28th                                               | R1 32nd                                               | R1 T-28th                                             | •                                                     | •                                                     | R1 26th                                               | R1 25th                                               | TBD                                                   | TBD                                                   | Q                                                     | 7              |
| Scotland                                               | —                                        | —                                        | —                                        | ••                                       | R1 15th                                  | R1 14th                                  | •                                        | •                                        | •                                        | R1 9th                                   | R1 11th                                  | R1 15th                                  | R1 19th                                  | R1 T-18th                                | •                                                     | R1 27th                                               | •                                                     | •                                                     | •                                                     | •                                                     | •                                                     | •                                                     | TBD                                                   | TBD                                                   | TBD                                                   | 8              |
| Sénégal                                                | —                                        | —                                        | —                                        | —                                        | —                                        | —                                        | —                                        | ×                                        | •                                        | •                                        | •                                        | •                                        | •                                        |                                          | •                                                     | •                                                     | QF 7th                                                | •                                                     | •                                                     | •                                                     | R1 17th                                               | R2 10th                                               | TBD                                                   | TBD                                                   | TBD                                                   | 3              |
| Serbia                                                 | 4th                                      | •                                        | •                                        | R1 5th                                   | QF 7th                                   | QF 5th                                   | 4th                                      | •                                        | •                                        | R2 7th                                   | •                                        | R1 16th                                  | •                                        | QF 5th                                   | ×                                                     | R2 10th                                               | •                                                     | R1 32nd                                               | R1 23rd                                               | •                                                     | R1 23rd                                               | R1 29th                                               | TBD                                                   | TBD                                                   | TBD                                                   | 13             |
| Slovakia                                               | Không tham dự, là một phần của Tiệp Khắc | Không tham dự, là một phần của Tiệp Khắc | Không tham dự, là một phần của Tiệp Khắc | Không tham dự, là một phần của Tiệp Khắc | Không tham dự, là một phần của Tiệp Khắc | Không tham dự, là một phần của Tiệp Khắc | Không tham dự, là một phần của Tiệp Khắc | Không tham dự, là một phần của Tiệp Khắc | Không tham dự, là một phần của Tiệp Khắc | Không tham dự, là một phần của Tiệp Khắc | Không tham dự, là một phần của Tiệp Khắc | Không tham dự, là một phần của Tiệp Khắc | Không tham dự, là một phần của Tiệp Khắc | Không tham dự, là một phần của Tiệp Khắc | Không tham dự, là một phần của Tiệp Khắc              | •                                                     | •                                                     | •                                                     | R2 16th                                               | •                                                     | •                                                     | •                                                     | TBD                                                   | TBD                                                   | TBD                                                   | 1              |
| Slovenia                                               | Không tham dự, là một phần của Nam Tư    | Không tham dự, là một phần của Nam Tư    | Không tham dự, là một phần của Nam Tư    | Không tham dự, là một phần của Nam Tư    | Không tham dự, là một phần của Nam Tư    | Không tham dự, là một phần của Nam Tư    | Không tham dự, là một phần của Nam Tư    | Không tham dự, là một phần của Nam Tư    | Không tham dự, là một phần của Nam Tư    | Không tham dự, là một phần của Nam Tư    | Không tham dự, là một phần của Nam Tư    | Không tham dự, là một phần của Nam Tư    | Không tham dự, là một phần của Nam Tư    | Không tham dự, là một phần của Nam Tư    | —                                                     | •                                                     | R1 30th                                               | •                                                     | R1 18th                                               | •                                                     | •                                                     | •                                                     | TBD                                                   | TBD                                                   | TBD                                                   | 2              |
| Nam Phi                                                | —                                        | —                                        | —                                        | —                                        | —                                        | —                                        | —                                        | ×                                        | —                                        | —                                        | —                                        | —                                        | —                                        | —                                        | •                                                     | R1 24th                                               | R1 17th                                               | •                                                     | R1 20th                                               | •                                                     | •                                                     | •                                                     | TBD                                                   | TBD                                                   | TBD                                                   | 3              |
| Hàn Quốc                                               | —                                        | —                                        | —                                        |                                          | R1 16th                                  | ×                                        | •                                        | ×                                        | •                                        | •                                        | •                                        | •                                        | R1 20th                                  | R1 22nd                                  | R1 20th                                               | R1 30th                                               | 4th                                                   | R1 17th                                               | R2 15th                                               | R1 27th                                               | R1 19th                                               | R2 16th                                               | Q                                                     | TBD                                                   | TBD                                                   | 12             |
| Tây Ban Nha                                            |                                          | QF 5th                                   | ×                                        | 4th                                      | •                                        | •                                        | R1 12th                                  | R1 10th                                  | •                                        | •                                        | R1 10th                                  | R2 12th                                  | QF 7th                                   | R2 10th                                  | QF 8th                                                | R1 17th                                               | QF 5th                                                | R2 9th                                                | 1st                                                   | R1 23rd                                               | R2 10th                                               | R2 13th                                               | TBD                                                   | Q                                                     | TBD                                                   | 17             |
| Thụy Điển                                              |                                          | QF 8th                                   | 4th                                      | 3rd                                      | •                                        | 2nd                                      | •                                        | •                                        | R1 9th                                   | R2 5th                                   | R1 13th                                  | •                                        | •                                        | R1 21st                                  | 3rd                                                   | •                                                     | R2 13th                                               | R2 14th                                               | •                                                     | •                                                     | QF 7th                                                | •                                                     | TBD                                                   | TBD                                                   | TBD                                                   | 12             |
| Thụy Sĩ                                                |                                          | QF 7th                                   | QF 7th                                   | R1 6th                                   | QF 8th                                   | •                                        | R1 16th                                  | R1 16th                                  | •                                        | •                                        | •                                        | •                                        | •                                        | •                                        | R2 15th                                               | •                                                     | •                                                     | R2 10th                                               | R1 19th                                               | R2 11th                                               | R2 14th                                               | R2 12th                                               | TBD                                                   | TBD                                                   | TBD                                                   | 12             |
| Togo                                                   | —                                        | —                                        | —                                        | —                                        | —                                        | —                                        | —                                        |                                          |                                          | •                                        | •                                        | •                                        | ×                                        | ×                                        | •                                                     | •                                                     | •                                                     | R1 30th                                               | •                                                     | •                                                     | •                                                     | •                                                     | TBD                                                   | TBD                                                   | TBD                                                   | 1              |
| Trinidad và Tobago                                     | —                                        | —                                        | —                                        | —                                        | —                                        | —                                        | —                                        | •                                        | •                                        | •                                        | •                                        | •                                        | •                                        | •                                        | •                                                     | •                                                     | •                                                     | R1 27th                                               | •                                                     | •                                                     | •                                                     | •                                                     | TBD                                                   | TBD                                                   | TBD                                                   | 1              |
| Tunisia                                                | —                                        | —                                        | —                                        | —                                        | —                                        | —                                        | •                                        | ×                                        | •                                        | •                                        | R1 9th                                   | •                                        | •                                        | •                                        | •                                                     | R1 26th                                               | R1 29th                                               | R1 24th                                               | •                                                     | •                                                     | R1 24th                                               | R1 21st                                               | TBD                                                   | TBD                                                   | TBD                                                   | 6              |
| Thổ Nhĩ Kỳ                                             |                                          | ×                                        |                                          | ••                                       | R1 9th                                   | ×                                        | •                                        | •                                        | •                                        | •                                        | •                                        | •                                        | •                                        | •                                        | •                                                     | •                                                     | 3rd                                                   | •                                                     | •                                                     | •                                                     | •                                                     | •                                                     | TBD                                                   | TBD                                                   | TBD                                                   | 2              |
| Ukraina                                                | Không tham dự, là một phần của Liên Xô   | Không tham dự, là một phần của Liên Xô   | Không tham dự, là một phần của Liên Xô   | Không tham dự, là một phần của Liên Xô   | Không tham dự, là một phần của Liên Xô   | Không tham dự, là một phần của Liên Xô   | Không tham dự, là một phần của Liên Xô   | Không tham dự, là một phần của Liên Xô   | Không tham dự, là một phần của Liên Xô   | Không tham dự, là một phần của Liên Xô   | Không tham dự, là một phần của Liên Xô   | Không tham dự, là một phần của Liên Xô   | Không tham dự, là một phần của Liên Xô   | Không tham dự, là một phần của Liên Xô   | —                                                     | •                                                     | •                                                     | QF 8th                                                | •                                                     | •                                                     | •                                                     | •                                                     | TBD                                                   | TBD                                                   | TBD                                                   | 1              |
| UAE                                                    | —                                        | —                                        | —                                        | —                                        | —                                        | —                                        | —                                        | —                                        | —                                        | —                                        | ×                                        |                                          | •                                        | R1 24th                                  | •                                                     | •                                                     | •                                                     | •                                                     | •                                                     | •                                                     | •                                                     | •                                                     | TBD                                                   | TBD                                                   | TBD                                                   | 1              |
| Hoa Kỳ                                                 | 3rd                                      | R1 16th                                  | ×                                        | R1 10th                                  | •                                        | •                                        | •                                        | •                                        | •                                        | •                                        | •                                        | •                                        | •                                        | R1 23rd                                  | R2 14th                                               | R1 32nd                                               | QF 8th                                                | R1 T-25th                                             | R2 12th                                               | R2 15th                                               | •                                                     | R2 14th                                               | Q                                                     | TBD                                                   | TBD                                                   | 12             |
| Uruguay                                                | 1st                                      |                                          |                                          | 1st                                      | 4th                                      | •                                        | R1 13th                                  | QF 7th                                   | 4th                                      | R1 13th                                  | •                                        | •                                        | R2 16th                                  | R2 16th                                  | •                                                     | •                                                     | R1 26th                                               | •                                                     | 4th                                                   | R2 12th                                               | QF 5th                                                | R1 20th                                               | TBD                                                   | Q                                                     | TBD                                                   | 15             |
| Uzbekistan                                             | Không tham dự, là một phần của Liên Xô   | Không tham dự, là một phần của Liên Xô   | Không tham dự, là một phần của Liên Xô   | Không tham dự, là một phần của Liên Xô   | Không tham dự, là một phần của Liên Xô   | Không tham dự, là một phần của Liên Xô   | Không tham dự, là một phần của Liên Xô   | Không tham dự, là một phần của Liên Xô   | Không tham dự, là một phần của Liên Xô   | Không tham dự, là một phần của Liên Xô   | Không tham dự, là một phần của Liên Xô   | Không tham dự, là một phần của Liên Xô   | Không tham dự, là một phần của Liên Xô   | Không tham dự, là một phần của Liên Xô   | —                                                     | •                                                     | •                                                     | •                                                     | •                                                     | •                                                     | •                                                     | •                                                     | Q                                                     | TBD                                                   | TBD                                                   | 1              |
| Wales                                                  | —                                        | —                                        | —                                        | •                                        | •                                        | QF 6th                                   | •                                        | •                                        | •                                        | •                                        | •                                        | •                                        | •                                        | •                                        | •                                                     | •                                                     | •                                                     | •                                                     | •                                                     | •                                                     | •                                                     | R1 30th                                               | TBD                                                   | TBD                                                   | TBD                                                   | 2              |

## Bảng xếp hạng tổng thể
Tính đến Giải vô địch bóng đá thế giới 2022
| Chú thích               |
| ----------------------- |
| Đội đã vô địch giải đấu |

| TT  | Đội tuyển            | Trận | Thắng | Hòa | Thua | Bàn thắng | Bàn thua | Hiệu số | Điểm |
| 1.  | Brasil               | 114  | 76    | 19  | 19   | 237       | 108      | +129    | 247  |
| 2.  | Đức                  | 112  | 68    | 21  | 23   | 232       | 130      | +102    | 225  |
| 3.  | Argentina            | 88   | 47    | 17  | 24   | 152       | 101      | +51     | 158  |
| 4.  | Ý                    | 83   | 45    | 21  | 17   | 128       | 77       | +51     | 156  |
| 5.  | Pháp                 | 73   | 39    | 14  | 20   | 136       | 85       | +51     | 131  |
| 6.  | Anh                  | 74   | 32    | 22  | 20   | 104       | 68       | +36     | 118  |
| 7.  | Tây Ban Nha          | 67   | 31    | 17  | 19   | 108       | 75       | +33     | 110  |
| 8.  | Hà Lan               | 55   | 30    | 14  | 11   | 96        | 52       | +44     | 104  |
| 9.  | Uruguay              | 59   | 25    | 13  | 21   | 89        | 76       | +13     | 88   |
| 10. | Bỉ                   | 51   | 21    | 10  | 20   | 69        | 74       | −5      | 73   |
| 11. | Thụy Điển            | 51   | 19    | 13  | 19   | 80        | 73       | +7      | 70   |
| 12. | Nga                  | 45   | 19    | 10  | 16   | 77        | 54       | +23     | 67   |
| 13. | México               | 60   | 17    | 15  | 28   | 62        | 101      | −39     | 66   |
| 14. | Serbia               | 49   | 18    | 9   | 22   | 71        | 71       | 0       | 63   |
| 15. | Bồ Đào Nha           | 35   | 17    | 6   | 12   | 61        | 41       | +20     | 57   |
| 16. | Ba Lan               | 38   | 17    | 6   | 15   | 49        | 50       | −1      | 57   |
| 17. | Thụy Sĩ              | 41   | 14    | 8   | 19   | 55        | 73       | −18     | 50   |
| 18. | Hungary              | 32   | 15    | 3   | 14   | 87        | 57       | +30     | 48   |
| 19. | Croatia              | 30   | 13    | 8   | 9    | 43        | 33       | +10     | 47   |
| 20. | Séc                  | 33   | 12    | 5   | 16   | 47        | 49       | −2      | 41   |
| 21. | Áo                   | 29   | 12    | 4   | 13   | 43        | 47       | −4      | 40   |
| 22. | Chile                | 33   | 11    | 7   | 15   | 40        | 49       | −9      | 40   |
| 23. | Hoa Kỳ               | 37   | 9     | 8   | 20   | 40        | 66       | −26     | 35   |
| 24. | Đan Mạch             | 23   | 9     | 6   | 8    | 31        | 29       | +2      | 33   |
| 25. | Paraguay             | 27   | 7     | 10  | 10   | 30        | 38       | −8      | 31   |
| 26. | Hàn Quốc             | 38   | 7     | 10  | 21   | 39        | 78       | −39     | 31   |
| 27. | Colombia             | 22   | 9     | 3   | 10   | 32        | 30       | +2      | 30   |
| 28. | România              | 21   | 8     | 5   | 8    | 30        | 32       | −2      | 29   |
| 29. | Nhật Bản             | 25   | 7     | 6   | 12   | 25        | 33       | −8      | 27   |
| 30. | Costa Rica           | 21   | 6     | 5   | 10   | 22        | 39       | −17     | 23   |
| 31. | Cameroon             | 26   | 5     | 8   | 13   | 22        | 47       | −25     | 23   |
| 32. | Maroc                | 23   | 5     | 7   | 11   | 20        | 27       | −7      | 22   |
| 33. | Nigeria              | 21   | 6     | 3   | 12   | 23        | 30       | −7      | 21   |
| 34. | Scotland             | 23   | 4     | 7   | 12   | 25        | 41       | −16     | 19   |
| 35. | Sénégal              | 12   | 5     | 3   | 4    | 16        | 17       | −1      | 18   |
| 36. | Ghana                | 15   | 5     | 3   | 7    | 18        | 23       | −5      | 18   |
| 37. | Perú                 | 18   | 5     | 3   | 10   | 21        | 33       | −12     | 18   |
| 38. | Ecuador              | 13   | 5     | 2   | 6    | 14        | 14       | 0       | 17   |
| 39. | Bulgaria             | 26   | 3     | 8   | 15   | 22        | 53       | −31     | 17   |
| 40. | Thổ Nhĩ Kỳ           | 10   | 5     | 1   | 4    | 20        | 17       | +3      | 16   |
| 41. | Úc                   | 20   | 4     | 4   | 12   | 17        | 37       | −20     | 16   |
| 42. | Cộng hòa Ireland     | 13   | 2     | 8   | 3    | 10        | 10       | 0       | 14   |
| 43. | Bắc Ireland          | 13   | 3     | 5   | 5    | 13        | 23       | −10     | 14   |
| 44. | Tunisia              | 18   | 3     | 5   | 10   | 14        | 26       | −12     | 14   |
| 45. | Ả Rập Xê Út          | 19   | 4     | 2   | 13   | 14        | 44       | −30     | 14   |
| 46. | Iran                 | 15   | 3     | 4   | 11   | 13        | 31       | −18     | 13   |
| 47. | Algérie              | 13   | 3     | 3   | 7    | 13        | 19       | −6      | 12   |
| 48. | Bờ Biển Ngà          | 9    | 3     | 1   | 5    | 13        | 14       | −1      | 10   |
| 49. | Nam Phi              | 9    | 2     | 4   | 3    | 11        | 16       | −5      | 10   |
| 50. | Na Uy                | 8    | 2     | 3   | 3    | 7         | 8        | −1      | 9    |
| 51. | Đông Đức             | 6    | 2     | 2   | 2    | 5         | 5        | 0       | 8    |
| 52. | Hy Lạp               | 10   | 2     | 2   | 6    | 5         | 20       | −15     | 8    |
| 53. | Ukraina              | 5    | 2     | 1   | 2    | 5         | 7        | −2      | 7    |
| 54. | Wales                | 8    | 1     | 4   | 3    | 5         | 10       | −5      | 7    |
| 55. | Slovakia             | 4    | 1     | 1   | 2    | 5         | 7        | −2      | 4    |
| 56. | Slovenia             | 6    | 1     | 1   | 4    | 5         | 10       | −5      | 4    |
| 57. | Cuba                 | 3    | 1     | 1   | 1    | 5         | 12       | −7      | 4    |
| 58. | CHDCND Triều Tiên    | 7    | 1     | 1   | 5    | 6         | 21       | −15     | 4    |
| 59. | Bosna và Hercegovina | 3    | 1     | 0   | 2    | 4         | 4        | 0       | 3    |
| 60. | Jamaica              | 3    | 1     | 0   | 2    | 3         | 9        | −6      | 3    |
| 61. | New Zealand          | 6    | 0     | 3   | 3    | 4         | 14       | −10     | 3    |
| 62. | Honduras             | 9    | 0     | 3   | 6    | 3         | 14       | −11     | 3    |
| 63. | Angola               | 3    | 0     | 2   | 1    | 1         | 2        | −1      | 2    |
| 64. | Israel               | 3    | 0     | 2   | 1    | 1         | 3        | −2      | 2    |
| 65. | Ai Cập               | 7    | 0     | 2   | 5    | 5         | 12       | −7      | 2    |
| 66. | Iceland              | 3    | 0     | 1   | 2    | 2         | 5        | −3      | 1    |
| 67. | Kuwait               | 3    | 0     | 1   | 2    | 2         | 6        | −4      | 1    |
| 68. | Trinidad và Tobago   | 3    | 0     | 1   | 2    | 0         | 4        | −4      | 1    |
| 69. | Bolivia              | 6    | 0     | 1   | 5    | 1         | 20       | −19     | 1    |
| 70. | Iraq                 | 3    | 0     | 0   | 3    | 1         | 4        | −3      | 0    |
| 71. | Togo                 | 3    | 0     | 0   | 3    | 1         | 6        | −5      | 0    |
| 72. | Qatar                | 3    | 0     | 0   | 3    | 1         | 7        | −6      | 0    |
| 73. | Indonesia            | 1    | 0     | 0   | 1    | 0         | 6        | −6      | 0    |
| 74. | Panamá               | 3    | 0     | 0   | 3    | 2         | 11       | −9      | 0    |
| 74. | UAE                  | 3    | 0     | 0   | 3    | 2         | 11       | −9      | 0    |
| 76. | Trung Quốc           | 3    | 0     | 0   | 3    | 0         | 9        | −9      | 0    |
| 77. | Canada               | 6    | 0     | 0   | 6    | 2         | 12       | −10     | 0    |
| 78. | Haiti                | 3    | 0     | 0   | 3    | 2         | 14       | −12     | 0    |
| 79. | CHDC Congo           | 3    | 0     | 0   | 3    | 0         | 14       | −14     | 0    |
| 80. | El Salvador          | 6    | 0     | 0   | 6    | 1         | 22       | −21     | 0    |
| 81. | Jordan               | 0    | 0     | 0   | 0    | 0         | 0        | 0       | 0    |
| 82. | Uzbekistan           | 0    | 0     | 0   | 0    | 0         | 0        | 0       | 0    |

## Thành tích của các đội chủ nhà
Ngoại trừ giải năm 1934, tất cả các đội chủ nhà đều chắc chắn giành quyền tham dự vòng chung kết World Cup.
| Năm  | Chủ nhà     | Thành tích  |
| ---- | ----------- | ----------- |
| 1930 | Uruguay     | Vô địch     |
| 1934 | Ý           | Vô địch     |
| 1938 | Pháp        | Tứ kết      |
| 1950 | Brasil      | Á quân      |
| 1954 | Thụy Sĩ     | Tứ kết      |
| 1958 | Thụy Điển   | Á quân      |
| 1962 | Chile       | Hạng ba     |
| 1966 | Anh         | Vô địch     |
| 1970 | México      | Tứ kết      |
| 1974 | Tây Đức     | Vô địch     |
| 1978 | Argentina   | Vô địch     |
| 1982 | Tây Ban Nha | Vòng 2      |
| 1986 | México      | Tứ kết      |
| 1990 | Ý           | Hạng ba     |
| 1994 | Hoa Kỳ      | Vòng 16 đội |
| 1998 | Pháp        | Vô địch     |
| 2002 | Hàn Quốc    | Hạng tư     |
| 2002 | Nhật Bản    | Vòng 16 đội |
| 2006 | Đức         | Hạng ba     |
| 2010 | Nam Phi     | Vòng bảng   |
| 2014 | Brasil      | Hạng tư     |
| 2018 | Nga         | Tứ kết      |
| 2022 | Qatar       | Vòng bảng   |
| 2026 | Canada      | TBD         |
| 2026 | Hoa Kỳ      | TBD         |
| 2026 | México      | TBD         |

## Thành tích của đội đương kim vô địch
Cho đến năm 2002, đội vô địch World Cup cũng đồng thời giành quyền tham dự vòng chung kết giải tiếp theo. Nhưng từ năm 2006, đội đương kim vô địch vẫn phải trải qua vòng loại.
| Năm  | Đương kim vô địch | Thành tích    |
| ---- | ----------------- | ------------- |
| 1930 | —                 | —             |
| 1934 | Uruguay           | Không tham dự |
| 1938 | Ý                 | Vô địch       |
| 1950 | Ý                 | Vòng bảng     |
| 1954 | Uruguay           | Hạng tư       |
| 1958 | Tây Đức           | Hạng tư       |
| 1962 | Brasil            | Vô địch       |
| 1966 | Brasil            | Vòng bảng     |
| 1970 | Anh               | Tứ kết        |
| 1974 | Brasil            | Hạng tư       |
| 1978 | Tây Đức           | Vòng 2        |
| 1982 | Argentina         | Vòng 2        |
| 1986 | Ý                 | Vòng 16 đội   |
| 1990 | Argentina         | Á quân        |
| 1994 | Đức               | Tứ kết        |
| 1998 | Brasil            | Á quân        |
| 2002 | Pháp              | Vòng bảng     |
| 2006 | Brasil            | Tứ kết        |
| 2010 | Ý                 | Vòng bảng     |
| 2014 | Tây Ban Nha       | Vòng bảng     |
| 2018 | Đức               | Vòng bảng     |
| 2022 | Pháp              | Á quân        |
| 2026 | Argentina         | TBD           |

## Các giải thưởng
Hiện có 6 giải thưởng trao cho cá nhân hay toàn đội tuyển cho thành tích thi đấu của họ tại mỗi kỳ World Cup:
- Giải Quả bóng vàng cho cầu thủ xuất sắc nhất giải, do giới truyền thông bầu chọn (được trao lần đầu vào năm 1982); Quả bóng bạc và Quả bóng đồng cho hai cầu thủ xếp thứ hai và thứ ba về số phiếu trong cuộc bầu chọn này;[108]
- Giải Chiếc giày vàng cho vua phá lưới của giải. Chiếc giày bạc và Chiếc giày đồng cho hai cầu thủ về nhì và về ba[109]
- Giải Găng tay vàng (trước đó là Giải thưởng Yashin) cho thủ môn xuất sắc nhất giải, do Hội đồng Kỹ thuật của FIFA bầu chọn (được trao lần đầu vào năm 1994);[110]
- Giải Cầu thủ trẻ xuất sắc nhất cho cầu thủ xuất sắc nhất dưới 21 tuổi tính đến thời điểm giải khởi tranh, do Hội đồng Kỹ thuật của FIFA bầu chọn (được trao lần đầu vào năm 2006).[111]
- Giải FIFA Fair Play Trophy cho đội có chỉ số fair play tốt nhất, theo thang điểm do Ủy ban Fair Play FIFA quyết định (được trao lần đầu vào năm 1978);[111]
- Giải Đội tuyển lôi cuốn nhất cho đội giành được nhiều phiếu nhất do khán giả bình chọn (được trao lần đầu vào năm 1994);[111]

Đội hình tiêu biểu được công bố lần đầu vào năm 1998.
Các đội tuyển mỗi lần vô địch World Cup đều được gắn thêm 1 ngôi sao lên biểu tượng, trừ ĐTQG Uruguay (có 4 sao nhưng có 2 lần vô địch World Cup, 2 lần vô địch bóng đá nam Olympic).